# Мария Александровна (императрица)
Мари́я Алекса́ндровна (27 июля (8 августа) 1824, Дармштадт — 22 мая (3 июня) 1880, Санкт-Петербург) — принцесса Гессенского дома, российская императрица, супруга императора Александра II и мать императора Александра III.
Урождённая принцесса Максимилиана Вильгельмина Августа София Мария Гессенская и Прирейнская (нем. Maximiliane Wilhelmine Auguste Sophie Marie von Hessen und bei Rhein, 1824—1840), после принятия православия 5 (17) декабря 1840 года — Мария Александровна, после обручения 6 (18) декабря 1840 года — великая княжна с титулом императорского высочества, после бракосочетания 16 (28) апреля 1841 года — цесаревна и великая княгиня, после восшествия супруга на российский престол — императрица (2 марта 1855 — 3 июня 1880).

## Биография

### Юность. Замужество
Принцесса Мария родилась 27 июля (8 августа) 1824 года в семье герцога Людвига II Гессенского. Биографы[кто?] матери принцессы Марии Вильгельмины Баденской, великой герцогини Гессенской, убеждены, что её младшие дети были рождены от связи с бароном Августом фон Сенаркленом де Гранси. Муж Вильгельмины, великий герцог Людвиг II Гессенский, чтобы избежать скандала и благодаря вмешательству высокопоставленных брата и сестёр Вильгельмины, официально признал Марию и её брата Александра своими детьми. Несмотря на признание, они продолжали жить отдельно в Хайлигенберге, в то время как Людвиг II занимал великогерцогский дворец в Дармштадте.
В марте 1839 года, путешествуя по Европе, наследник российского престола, сын императора Николая I Александр, будучи в Дармштадте, влюбился в 14-летнюю Марию. Первая встреча цесаревича и принцессы произошла в оперном театре, где шла постановка «Весталки». Существует также пересказ описания знакомства в воспоминаниях Ольги Николаевны:

«…свита не переставала дразнить его неудачными невестами. Один из свиты… заметил: „Есть ещё одна молодая принцесса в Дармштадте“. „Нет, благодарю“, ответил Саша, „с меня — довольно, все они скучные и безвкусные“. И все же он поехал туда… старый герцог принял его со своими сыновьями и невестками. В глубине кортежа, совершенно безучастно, следовала девушка, с длинными, детскими локонами. Отец взял её за руку, чтобы познакомить с Сашей. Она как раз ела вишни в тот момент, когда Саша обратился к ней, ей пришлось сначала выплюнуть косточку в руку, чтобы ответить ему. Настолько мало она рассчитывала на то, что будет замечена… Уже первое слово, сказанное ему, заставило его насторожиться; она не была бездушной куклой, как другие, не жеманилась и не хотела нравиться. Вместо двух часов, которые были намечены, он пробыл два дня в доме её отца».— Ольга Николаевна. Сон юности. Воспоминания великой княжны Ольги Николаевны. — С. 110, 111.
Ранее одна из принцесс Гессен-Дармштадтских уже выходила замуж за русского цесаревича, ею была Наталья Алексеевна, первая жена Павла I; кроме того, тёткой невесты по материнской линии была русская императрица Елизавета Алексеевна (жена Александра I). Приехав в Россию, Александр Николаевич решил жениться на Марии, скандальное происхождение девушки его не смущало, он писал своей матери в письме: «Милая Мама, что мне до тайн принцессы Марии! Я люблю её, и я скорее откажусь от трона, чем от неё. Я женюсь только на ней, вот моё решение!»
Императрицу Александру Фёдоровну смущало происхождение будущей невестки и она отказывалась благословлять брак сына. Всё же, после уговоров Александра и Николая I, императрица сама отправилась в Дармштадт, чтобы познакомиться с Марией, чего ещё никогда не было в Доме Романовых. Согласие на брак было получено. Отношение императора и императрицы к невестке со временем стало очень тёплым.

«Мари завоевала сердца всех тех русских, которые могли познакомиться с ней. Саша [Александр II] с каждым днем привязывался к ней все больше, чувствуя, что его выбор пал на Богом данную. Их взаимное доверие росло по мере того, как они узнавали друг друга. Папа [Николай I] всегда начинал свои письма к ней словами: „Благословенно Твое Имя, Мария“. <…> Папа с радостью следил за проявлением силы этого молодого характера и восхищался способностью Мари владеть собой. Это, по его мнению, уравновешивало недостаток энергии в Саше, что его постоянно заботило».— Ольга Николаевна. Сон юности. Воспоминания великой княжны Ольги Николаевны
В сентябре 1840 года принцесса прибыла в Россию. Впечатлениями о Санкт-Петербурге она поделилась в письме к родным: «Петербург гораздо красивее, чем я думала; этому много способствует Нева; это чудная река; я думаю, трудно найти более величественный город: при этом он оживлён; вид из Зимнего дворца на Неву исключительно хорош».
5 (17) декабря 1840 года принцесса приняла православие с именем «Мария Александровна»."На следующей день, 6 декабря, было обручение цесаревича с великой княжной Марией Александровной. С той же торжественностью и роскошью был парадный выход. Обручение свершилось в присутствии всей царской фамилии, всего двора, всей российской знати и множества знатных иностранных гостей, и представителей иностранных государств".
16 (28) апреля 1841 года в Большой церкви Зимнего дворца состоялось бракосочетание.

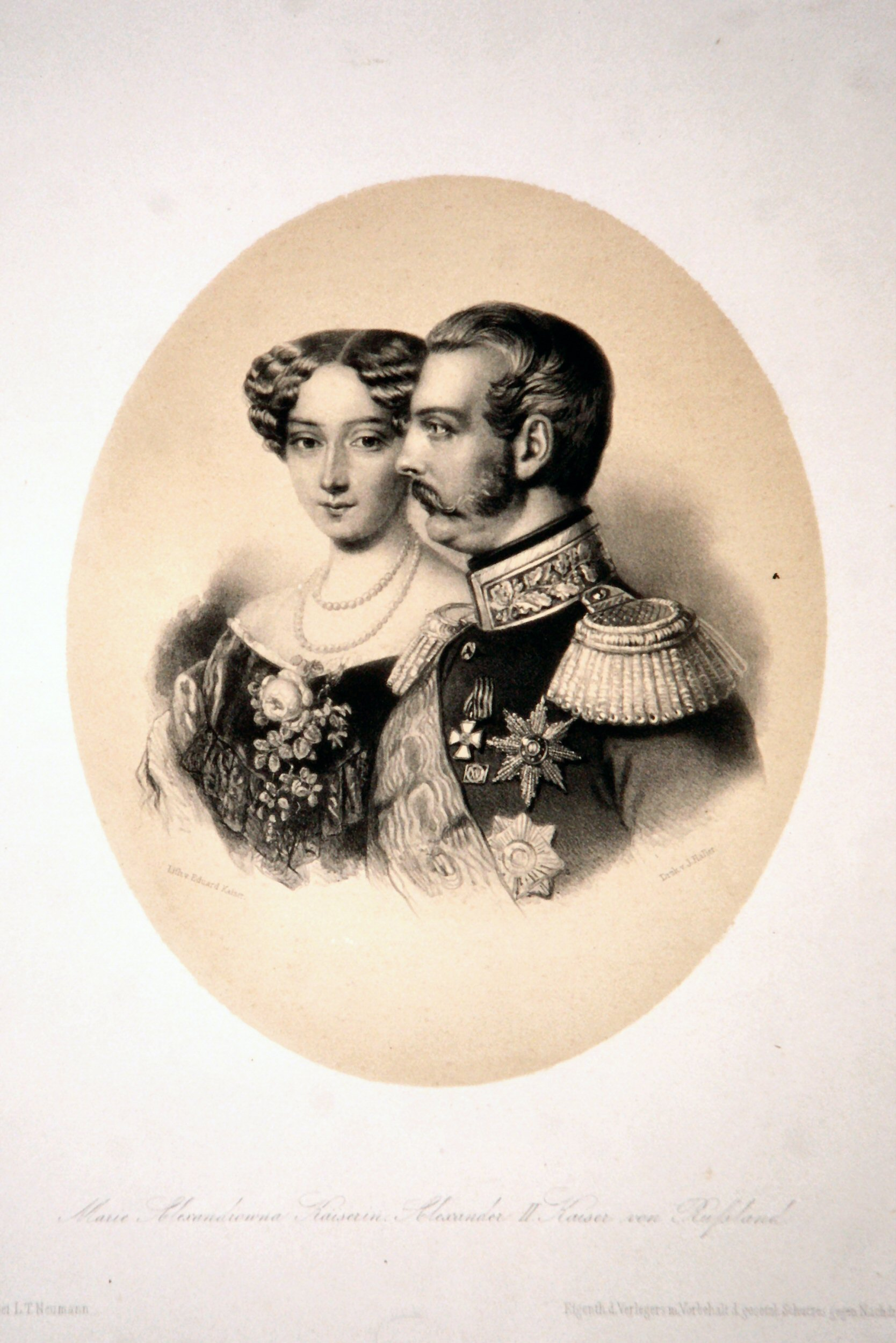
Цесаревич Александр Николаевич и Мария Александровна, 1840-е

Все в семье полюбили новую родственницу, в которой «соединялось врожденное достоинство с необыкновенной естественностью». В дневниковой записи Александры Фёдоровны слышится вздох облегчения:

«После свадьбы жизнь молодых складывается прекрасно… У неё прибавилось самоуверенности, им осанка её сделалась величественнее с тех пор, как она замужем и заняла более определённое положение; в ней столько благородства, она выглядит so lade like в своих красивых туалетах, выбранных с таким вкусом и изяществом»— Арсеньев Д. С.  Жизнеописание императрицы Марии Александровны // Российские императрицы. Мода и стиль Конец XVIII — начало XX в.: альбом-каталог выставки в выставочном зале федеральных архивов. — М., 2013. — С. 229.
Мария Александровна не любила шумных приёмов и балов, столичную жизнь. Всё это её тяготило. Она предпочитала спокойную жизнь в царских резиденциях. Однако «этикет обязывал всё это исполнять».
Она отличалась сдержанностью, даже застенчивостью. Вспоминала, что росла в уединении и даже некотором небрежении в маленьком замке, почти не виделась с отцом. Теперь же испытывала только ужас перед той блестящей судьбой, которая столь неожиданно открывалась перед ней.

### Императрица

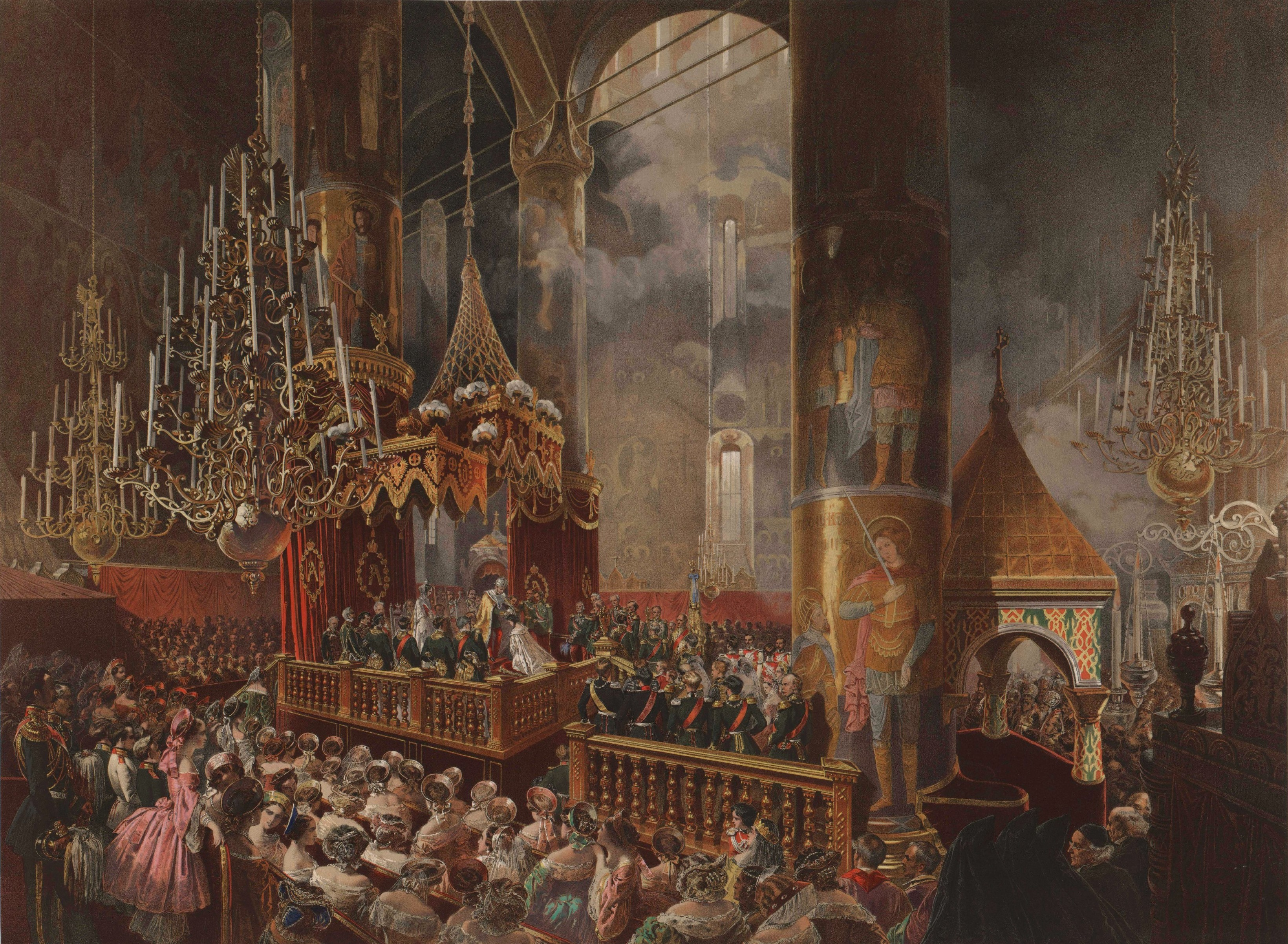
Зичи М. А. Коронация Марии
Александровны, 1856.

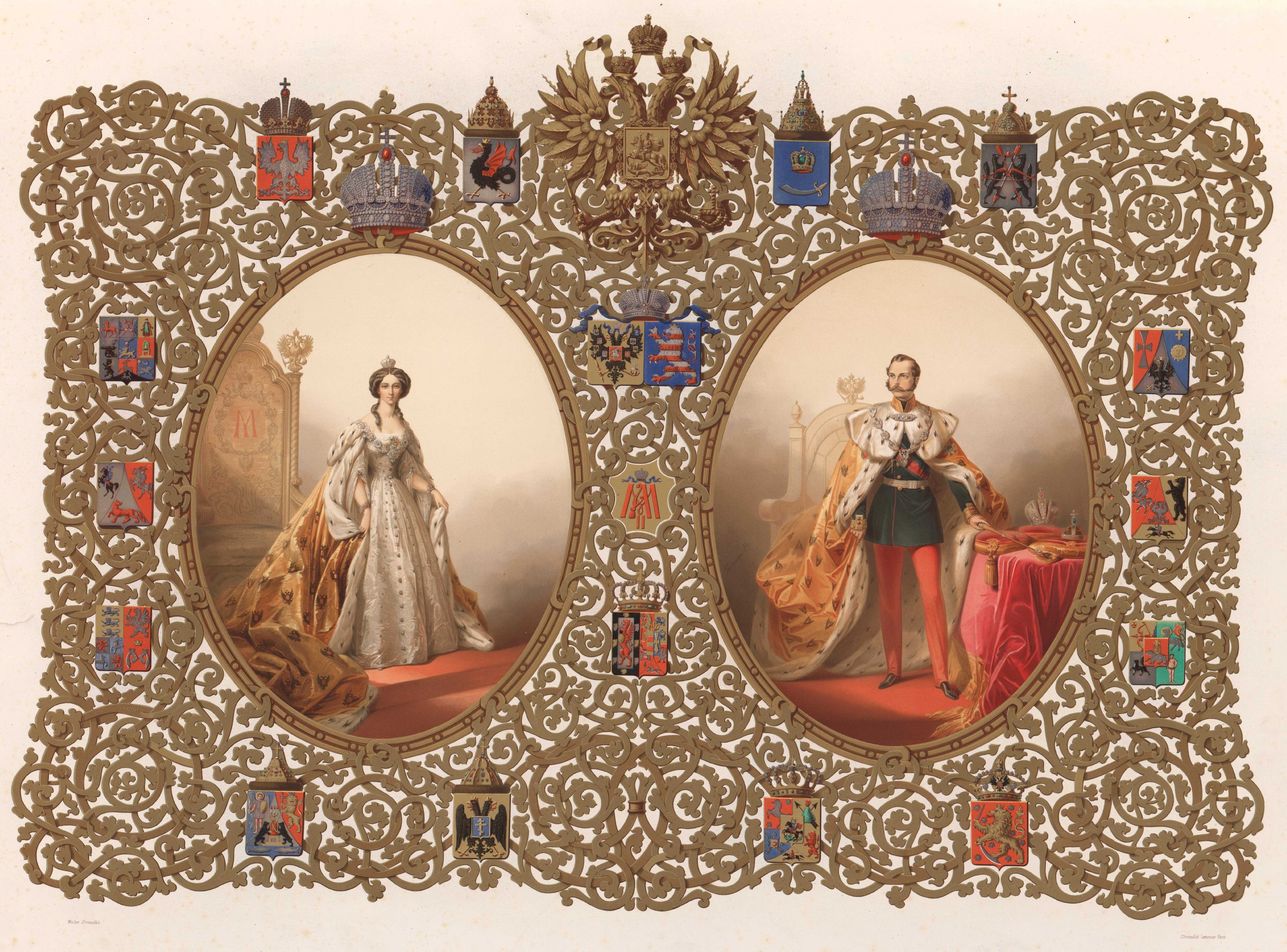
Портреты императрицы и императора (из Коронационного альбома)

Мария Александровна стала императрицей в тридцать лет. Коронация состоялась 26 августа 1856 года в Успенском соборе Москвы. «Государь шёл величественный, а Императрица была трогательна со своей скромной причёской, на голове не было никакого украшения, только два длинных локона спускались из-за ушей по плечам. <…> Она была поразительно мила с её глубоким сосредоточенным взглядом». В воспоминаниях современников упоминается, что во время коронации корона упала с головы императрицы, что было воспринято как дурной знак.
Многие осуждали Марию Александровну за отсутствие инициативы и активности в государственных делах, в которые императрица не любила вмешиваться. Она была прекрасно образована, хорошо разбиралась в музыке, хорошо знала новейшую литературу. Именно при ней в России был учреждён Красный Крест, который быстро превратился в самую крупную общественно-государственную структуру, аккумулировавшую на своих счетах огромные суммы, переводимые благотворителями со всей России. Императрица являлась высочайшей покровительницей Красного Креста. Всего императрица патронировала 5 больниц, 12 богаделен, 36 приютов, 2 института, 38 гимназий, 156 низших училищ и 5 частных благотворительных обществ. Она положила начало новому периоду женского образования в России учреждением открытых всесословных женских учебных заведений (гимназий). Императрица сыграла не последнюю роль в деле освобождения крестьян. Тратила огромные суммы на благотворительность. Во время войны она отказалась даже шить себе новые платья и все эти сбережения отдавала в пользу вдов, сирот, раненых и больных.
Мария Александровна сочувствовала балканским славянам, которые находились под властью Турции, не раз высказывалась за ужесточение позиции российской дипломатии по этому вопросу (и в этом расходилась с императором, который «говорил горячо против увлекающихся симпатиями к братьям славянам»). Также императрица отправляла от общества Красного Креста на Балканы врачей и госпитальные вещи.
Не имея возможности по состоянию здоровья осуществить свою мечту о паломничестве в Иерусалим, она активно поддерживала русские учреждения в Палестине, так благодаря её пожертвованиям появились Русская больница в Иерусалиме, предназначенная для паломников, русская школа для православных арабских девочек в Бейт-Джале, ставшая впоследствии базой для женской учительской семинарии, средства для содержания которой она регулярно до самой кончины высылала начальнику Русской Духовной Миссии в Иерусалиме архимандриту Антонину (Капустину).

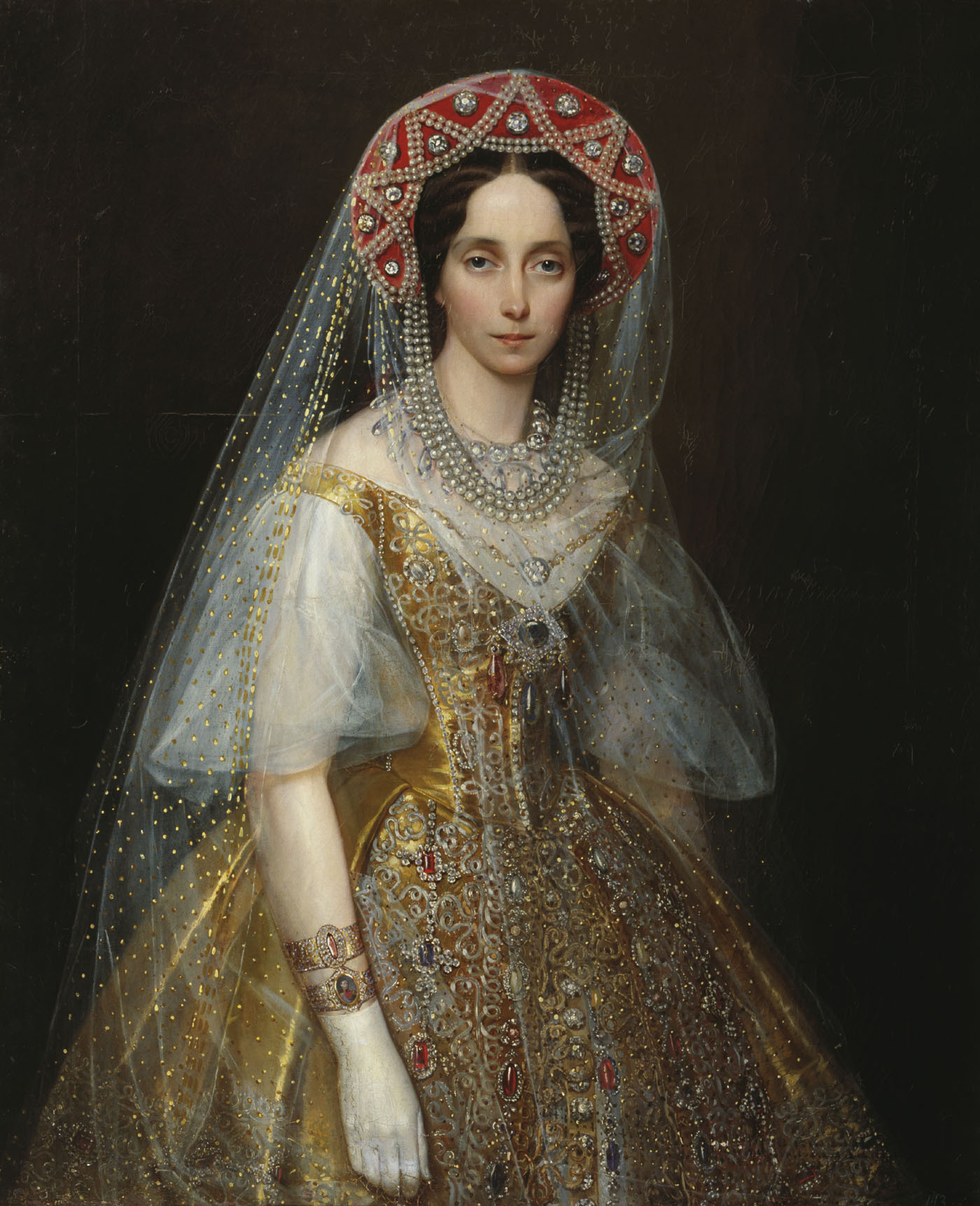
Портрет Марии Александровны в русском платье (Макаров И. К.)

Императрица уделяла огромное внимание воспитанию и образованию своих детей, сама приглашала опытных педагогов. Детей воспитывали в строгости, однако воспитатель младших сыновей императрицы адмирал Д. С. Арсеньев пишет в воспоминаниях: «императрица всегда старалась, чтобы дети её, воспитанные в истинно-христианском направлении, в то же время не чуждались удовольствий и развлечений».
Мария Александровна покровительствовала педагогу Константину Ушинскому, пользовалась уважением самых разных людей, видных деятелей середины XIX века. Среди них были: поэт Вяземский (который писал про императрицу стихи), фрейлина Высочайшего двора Анна Тютчева, поэт Тютчев (который посвящал ей стихи), двоюродная тётка Льва Толстого Александра Толстая, В. А. Жуковский, Д. А. Милютин и Пётр Кропоткин.
Как писал С. Д. Шереметев: «Мария Александровна женщина большого ума и сложного характера. Её воспитательное значение в семье велико, не говоря уже о других её заслугах».
Она долгие годы собирала все документы, написанные Елизаветой Алексеевной или как-то связанные с её жизнью. Когда Елизавета умерла, её племяннице было всего два года, так что помнить тетушку она не могла. Зато из рассказов матери, родной сестры императрицы Елизаветы, возникал образ столь притягательный, что Мария всю жизнь находилась под его обаянием.
Пётр Кропоткин весьма нелестно отзывался о большинстве членов семьи Александра II, но для императрицы делал исключение: «Из всей императорской фамилии, без сомнения, наиболее симпатичной была императрица Мария Александровна. Она отличалась искренностью… Теперь известно, что Мария Александровна принимала далеко не последнее участие в освобождении крестьян… Больше знали о том деятельном участии, которое принимала Мария Александровна в учреждении женских гимназий. С самого начала, в 1859 году, они были поставлены очень хорошо, с широкой программой и в демократическом духе. Её дружба с Ушинским спасла этого замечательного педагога от участи многих талантливых людей того времени, то есть от ссылки».

### Семья

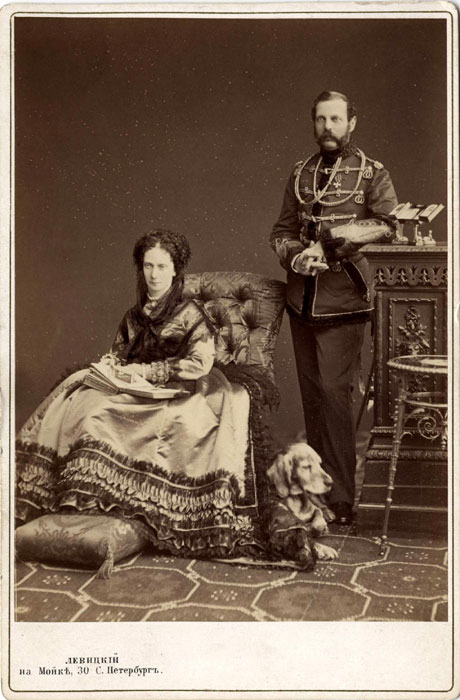
Императрица Мария Александровна с супругом Императором Александром II (Левицкий С. Л.)

Александр II и Мария Александровна прожили в браке почти 40 лет, и долгие годы этот брак был счастливым. Тютчева называет Марию Александровну «счастливой женой и матерью, боготворимой своим свёкром (императором Николаем I)». У супругов родились восемь детей. Тяжёлым ударом для молодой семьи стала смерть старшей дочери Александры от менингита.
Однако впоследствии отношения супругов охладели.
Как пишет наблюдательный граф Шереметев «мне сдается, что государю Александру Николаевичу было душно с нею». Граф отмечает, что с 60-х годов её окружали приятельницы А. Блудова, А. Мальцева, которые не скрывали пренебрежения к императору и всячески способствовали отчуждению супругов. Царя тоже раздражали эти женщины, что не способствовало сближению супругов. Муж и жена стали расходиться во многих вопросах — религии, воспитании детей, политике.
Сестра Александра II Ольга Николаевна пишет о необычайной религиозности и строгости Марии: «Как все перешедшие в православие, она придерживалась догматов, и это было точкой, в которой они расходились с Сашей; он, как Мама, любил всё радостное и лёгкое в религиозном чувстве. Если всё, что делается, делается из соображений долга, а не из чувства радости, какой грустной и серой становится жизнь!»

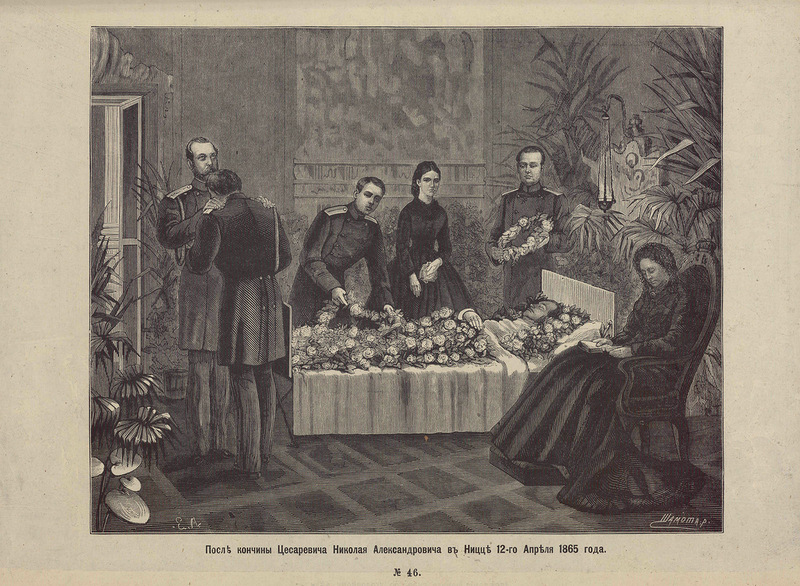
После кончины цесаревича Николая Александровича в французской Ницце 12 апреля 1865 года

Страшным ударом для супругов стала смерть любимого сына и наследника престола цесаревича Николая в 1865 году во время путешествия по Европе. Императрица даже не смогла присутствовать на похоронах сына. «Она была только два или три раза в часы, не назначенные для панихид. Говорят, что когда в первый раз она увидела тело покойного сына, то плакала навзрыд так, что дежурные и караульные офицеры не могли удержаться от слёз».
По свидетельству Ольги Николаевны, после смерти цесаревича Мария Александровна «внутренне умерла, и только внешняя оболочка жила механической жизнью». «Она никогда не оправилась от этого горя», пишет С. Д. Шереметев.
После восшествия на престол император стал часто заводить фавориток. Самой продолжительной была связь с княжной Екатериной Долгоруковой, которая родила Александру четырёх детей. Ещё при жизни Марии Александровны император поселил свою любовницу в Зимнем дворце. Мария Александровна не предпринимала никаких публичных действий. «Призванная прощать изо дня в день в течение многих лет, она ни разу не проронила ни жалобы, ни обвинения. Тайну своих страданий и унижений она унесла с собой в могилу».

### Последние годы

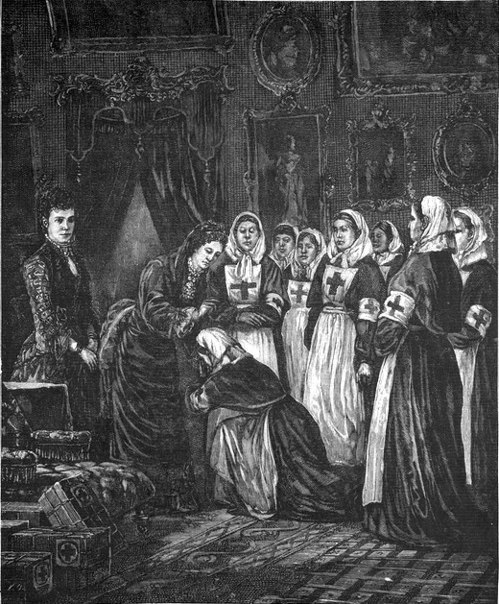
«Императрица Мария Александровна благославляет сестёр милосердия, отправляющихся на войну в 1877 г.», изд. 1882 г.

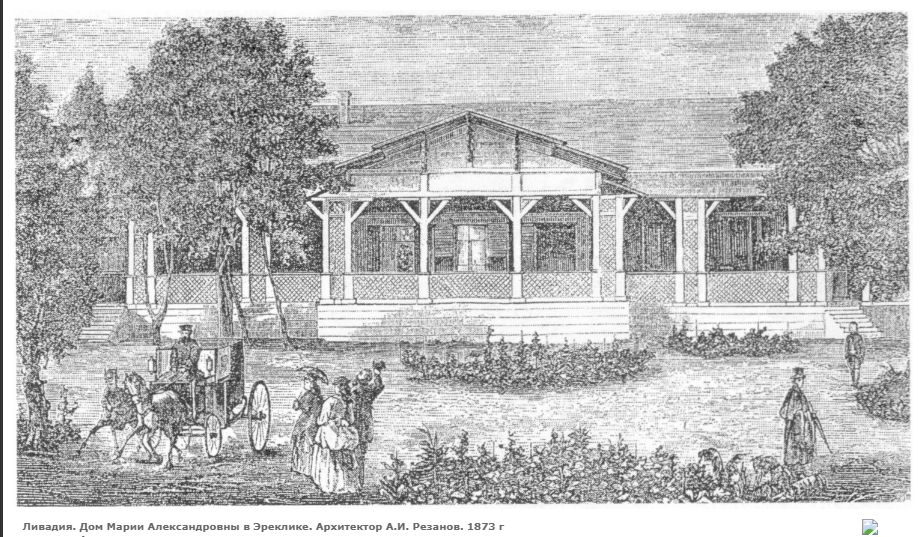
Дом Марии Александровны в имении Эриклик

Частые роды, измены мужа, смерть сына окончательно подорвали и без того слабое здоровье Марии Александровны. С 1870-х годов императрица по рекомендации своего врача-терапевта С. П. Боткина осень и зиму проводила на юге — в Крыму, в имении Эриклик, где для неё был построен небольшой дом, и в Италии.
Принято считать, что императрица к концу жизни совсем отошла от придворной жизни и не вмешивалась в государственные дела. Однако согласно дневникам военного министра Д. А. Милютина, в 1878 году она присутствовала на совещаниях императора с министрами по поводу военных действий на Балканах.
В 1879 году состояние здоровья Марии Александровны ухудшилось, в том числе и из-за покушений на императора, которые заставляли императрицу постоянно жить в страхе за жизнь мужа. Покушение 1879 года стало для неё настоящим ударом: «Я, как сейчас, вижу её в тот день — с лихорадочно блестящими глазами, разбитую, отчаявшуюся. „Больше незачем жить, — сказала она мне, — я чувствую, что это меня убивает“».
К 1880 году она отошла от придворной жизни. «Здоровье императрицы Марии Александровны быстро слабело, роковые условия её жизни сломили её физически и нравственно, мучительный крест её последних лет принадлежит истории», пишет С. Д. Шереметев.
В январе 1880 года императрица вернулась в Россию из Канн, где проходила лечение. Во время покушения на императора 5 (17) февраля 1880 года (взрыва в столовой Зимнего дворца) она находилась в очень тяжёлом состоянии, даже не услышала взрыва.
В начале мая 1880 года Александр II переехал с Долгоруковой в Царское Село, а больной жене наносил лишь короткие официальные визиты. Это вызывало новую волну осуждения императора: «Императрица лежит здесь, нет и речи о её недуге. Находят неудобным, что, когда ей немного остается жить, Царь переезжает. Мы стараемся приискивать этому благовидные причины. К сожалению, неблаговидных более, чем благовидных…». Её часто навещали сыновья и дочь.
В ночь со 2 на 3 июня 1880 года (22 мая по старому стилю) императрица Мария Александровна скончалась от туберкулёза. Перед смертью она написала письмо, в котором благодарила своего мужа за все тридцать девять лет совместной жизни. Император оставил себе на память некоторые драгоценности покойной жены. Д. А. Милютин записал в дневнике, что государь был «печален, в нервном состоянии».
Похоронили императрицу 28 мая в Петропавловском соборе Петербурга.

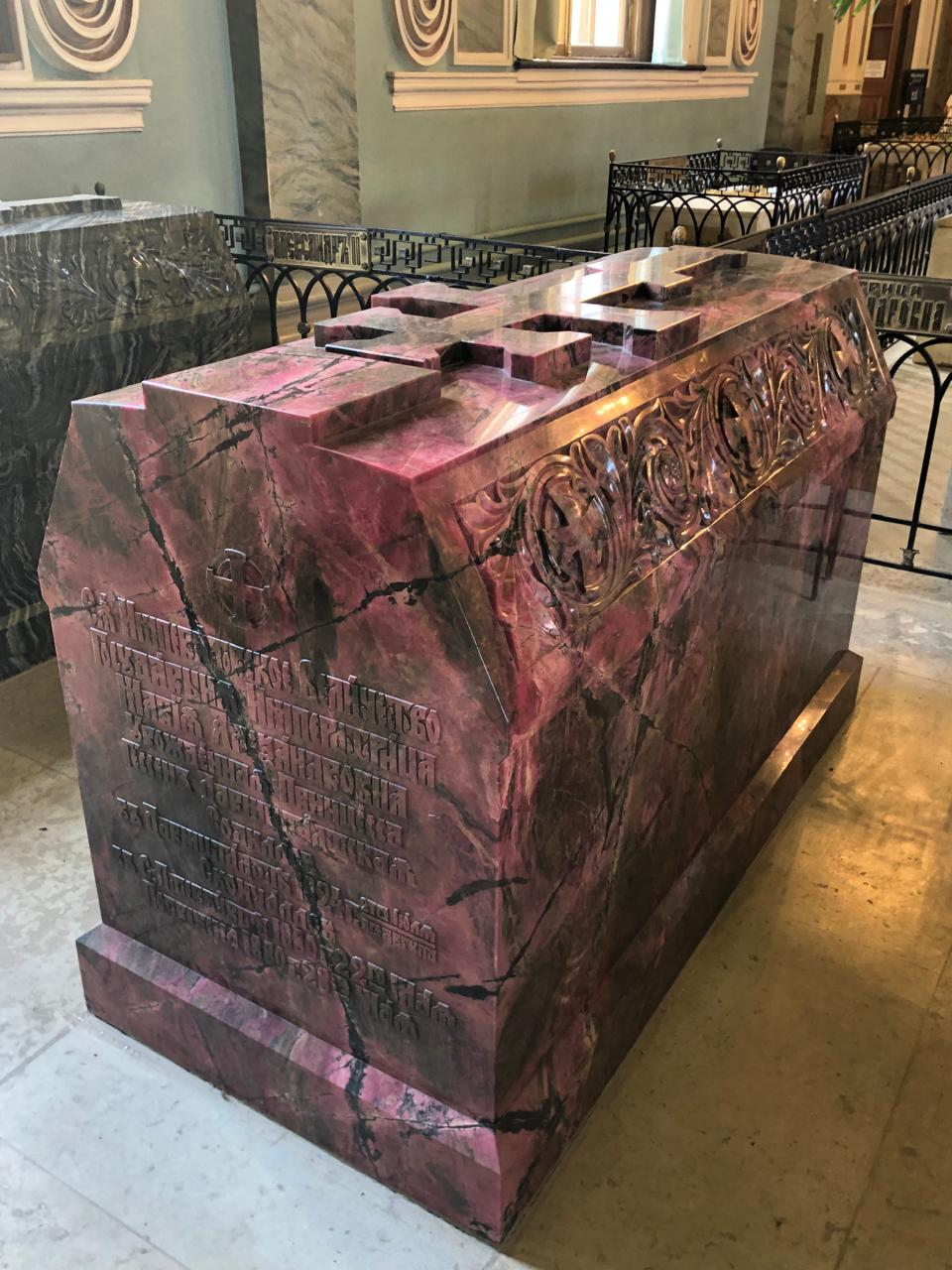
Гробница Марии Александровны в Петропавловском соборе Петропавловской крепости. Санкт-Петербург

После её кончины дети — великие князья Сергей Александрович и Павел Александрович со своим двоюродным братом Константином Константиновичем совершили паломничество на Святую Землю. По инициативе начальника Русской Духовной Миссии в Палестине архимандрита Антонина (Капустина) в память о почившей матери они заложили в Гефсимании храм в честь её небесной покровительницы святой Марии Магдалины. Храм был построен. Освящён в 1888 году. На торжествах в Иерусалиме присутствовали великие князья Павел Александрович и Сергей Александрович с супругой Елизаветой Фёдоровной. Позже на приобретённом Антонином (Капустиным) участке Гефсиманского сада вокруг храма был основан женский монастырь в честь Марии Магдалины.

 Русский народ прощается со своей Царицей, истинно Русскою, глубоко смиренною перед Богом, и на высоте своего призвания всецело посвящавшею себя делам христианского милосердия. («Московские ведомости», 24 мая 1880 г., № 142).

 Спокойно, без агонии, угасла жизнь благосердной Печальницы русского народа, поставившей задачею своего земного существования облегчение участи несчастных…(«Голос», 23 мая 1880 г., № 142).

 …Самой важное, самое незабвенное наследство, оставленное усопшей русскому государству и народу есть «Красный крест», общество попечения о раненых и больных воинах.(«Неделя», 1880 г., № 21). 

 В осиротелой, покинутой Ею России вечно будет жить кроткий, идеальный образ Царственной женщины-христианки, окружённой светлым ореолом народной любви и признательности. («Киевлянин», 24 мая 1880 г., № 117).— 
В июле того же года, не дожидаясь окончания положенного траура в один год, Александр II заключил морганатический брак с княжной Долгоруковой, что было ударом для его детей от Марии Александровны, которые обожали мать. Дочь императора Мария писала отцу: «Я молю Бога, чтобы я и мои младшие братья, бывшие ближе всех к Мама́, сумели бы однажды простить Вас».
Менее чем через год (1 марта 1881 года) Александр II был убит «народовольцами». Похоронили императора в Петропавловском соборе рядом с первой женой. Места захоронения Александра II и Марии Александровны отличаются от других тем, что надгробия, установленные по решению их сына Александра III, выполнены из яшмы и орлеца.

## Внешность и характер в оценках современников

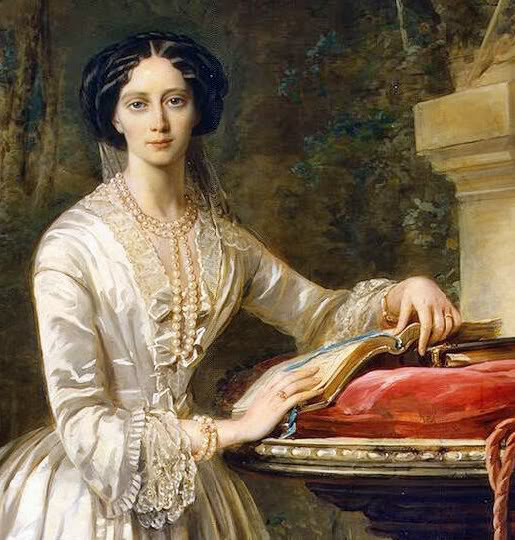
Портрет Марии Александровны кисти К. Робертсон.1849-51 гг., Эрмитаж.

Фрейлина Тютчева так описывает Марию Александровну: «Я сказала, что, когда я впервые увидела великую княгиню, ей было уже 28 лет. Тем не менее она выглядела ещё очень молодой. Она всю жизнь сохранила эту молодую наружность, так что в 40 лет её можно было принять за женщину лет тридцати. Несмотря на высокий рост и стройность, она была такая худенькая и хрупкая, что не производила на первый взгляд впечатление belle femme [красавицы]; но она была необычайно изящна, тем совершенно особым изяществом, какое можно найти на старых немецких картинах, в мадоннах Альбрехта Дюрера…<…> Черты её не были правильны. Прекрасны были её чудные волосы, её нежный цвет лица, её большие голубые, немного навыкат, глаза, смотревшие кротко и проникновенно. Профиль её не был красив, так как нос не отличался правильностью, а подбородок несколько отступал назад. Рот был тонкий, со сжатыми губами, свидетельствовавший о сдержанности, без малейших признаков способности к воодушевлению или порывам, а едва заметная ироническая улыбка представляла странный контраст к выражению её глаз. Я настаиваю на всех этих подробностях потому, что я редко видала человека, лицо и наружность которого лучше выражали оттенки и контрасты его внутреннего чрезвычайно сложного „я“».
По воспоминаниям современников Мария Александровна обладала исключительной добротой, искренностью и вниманием к людям. Она была очень набожна и строго соблюдала церковные правила. У императрицы было очень развито чувство долга.
«Это прежде всего была душа чрезвычайно искренняя и глубоко религиозная, но эта душа, как и её телесная оболочка, казалось, вышла из рамки средневековой картины…. Душа великой княгини была из тех, которые принадлежат монастырю. <…> Вот подходящая обстановка для этой души, чистой, сосредоточенной, неизменно устремленной ко всему божественному и священному, но не умевшей проявить себя с той горячей и живой отзывчивостью, которая сама и дает и получает радость от соприкосновения с людьми».

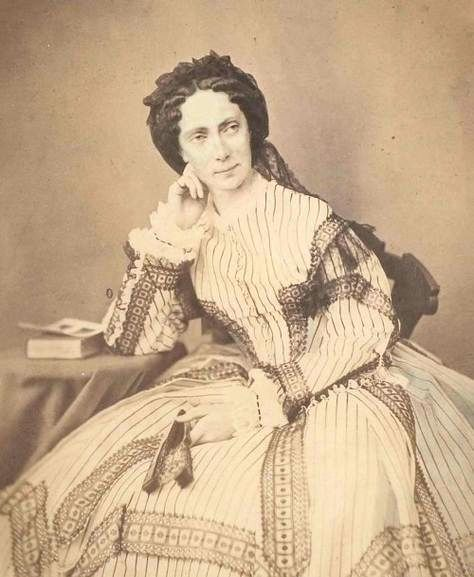
Мария Александровна (1860-е)

Цесаревич Александр (будущий император Александр II) так представлял свою невесту её будущему законоучителю Г. Т. Меглицкому: «Его Высочество изволил обратить внимание на Её Высочество, и сказать, что я найду в ней самую невинную душу, готовую к принятию всякого добра».
Сестра Александра II Ольга писала : «Мари не хватало мягкости и привлекающей к себе сердечной веселости. Было только немного людей, которые сумели к ней приблизиться. <…> Вообще она считалась женщиной большого сердца и чувства, но её улыбка все чаще была грустной».
Историк, правовед К. Д. Кавелин, который преподавал историю цесаревичу Николаю Александровичу, пишет об общем впечатлении «застенчивости и робости», которое возникло у него при встрече с императрицей в 1857 г. «Намерения и чувства, без сомнения, — самые лучшие, но в мыслях видна нетвёрдость, неясность, нерешительность, которые характеризуют жертву событий, а не владычицу их».
Адмирал Д. С. Арсеньев, который был воспитателем её младших сыновей, пишет: «императрица жила только для исполнения своей высокой обязанности (Императрицы, супруги и матери), чуждая всякой суетности и мелкой жизни, была к себе самой очень строга, но в отношении к своему супругу и своим детям думала, что нельзя требовать от других такого возвышенного и строгого взгляда на жизнь».
Военный министр Д. А. Милютин пишет об императрице «<…> [она] внушила мне чувство благоговейного почтения. Это была святая женщина в нравственном отношении и вместе с тем высокого ума и образования».
Король Баварии Людвиг II писал, что императрица Мария Александровна, которая гостила в его замке Берг в 1868 г., «осенена ореолом святой».
Никогда ранее не участвовавшая в принятии в политических решений, императрица, тем не менее, обратилась к супругу с настоятельной просьбой отменить принятое в мае 1879 года повеление о закрытии Русской Духовной Миссии (РДМ) в Палестине. Усилиями Марии Александровны Миссия была спасена. Начальник РДМ, создатель «Русской Палестины» архимандрит Антонин (Капустин) так отзывался об императрице: «Великая Христолюбица, всемилостивейшая матерь милосердия».
Как писал историк Церкви профессор А. А. Дмитриевский, императрица «хотя и не удостоилась быть паломницей ко Святому Гробу, но, нося имя одной из первых его поклонниц Марии Магдалины, всю жизнь свою мысленно тяготела к нему и считалась по всей справедливости „Благодетельницею“ и первою мощной покровительницею Св. Земли и сделала для поддержания православия в ней так много, что… заслужила себе до скончания века молитвенную память жителей Палестины и Сирии в чудном Гефсиманском храме на склоне Елеона, созданном на иждивение Её Августейших Детей».

## Дети
Её 8 детей:

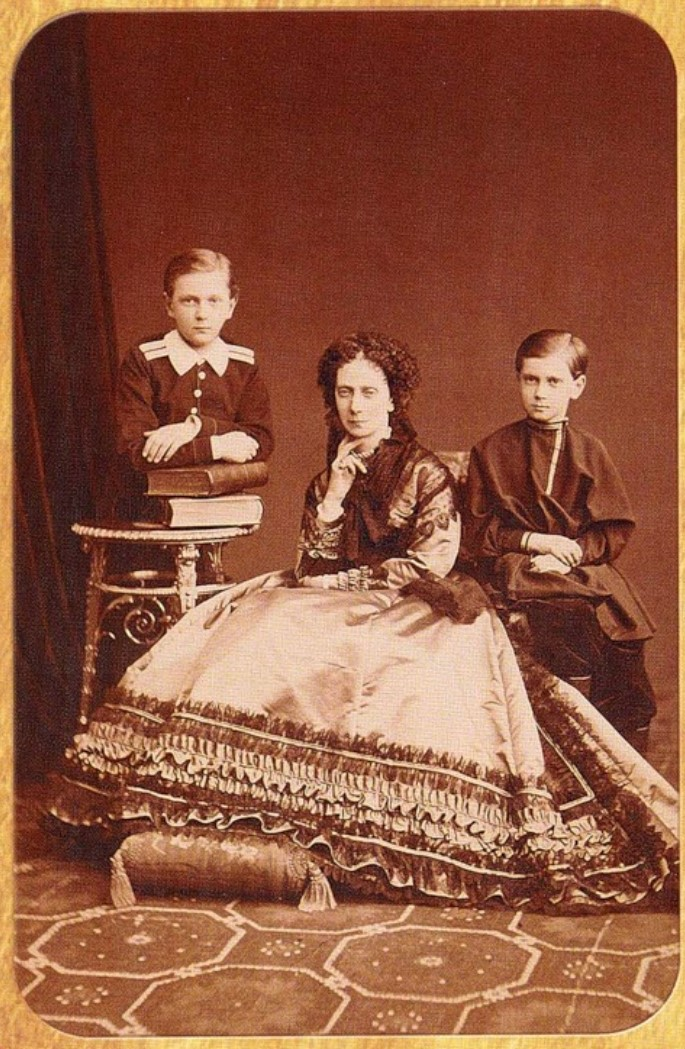
Мария Александровна с сыновьями Сергеем и Павлом. Около 1870 г.

1. Александра Александровна (18 августа 1842 — 16 июня 1849) — умерла от менингита
2. Цесаревич Николай Александрович (8 сентября 1843 — 12 апреля 1865) — умер от туберкулезного менингита в городе Ницце
3. Александр III (26 февраля 1845 — 20 октября 1894) — император России в 1881—1894 годах
4. Владимир Александрович (10 апреля 1847—1909) — в 1874 г. женился на принцессе Мекленбург-Шверинской
5. Алексей Александрович (2 января 1850—1908) — с 1883 по 1905 год генерал-адмирал ВМФ Российской империи
6. Мария Александровна (5 октября 1853—1920) — герцогиня Великобритании и Германии, супруга Альфреда Эдинбургского
7. Сергей Александрович (29 апреля 1857 — 5 февраля 1905) — московский генерал-губернатор, супруг Елизаветы Гессен-Дармштадтской
8. Павел Александрович (21 сентября 1860—1919) — дважды женат (первый раз на Александре Греческой, второй раз на Ольге Палей)

## Память
Города, названные в честь Марии Александровны:
- Мариинский Посад (Чувашия). До 1856 года — село Сундырь. 18 июня 1856 года император Александр II в честь супруги переименовал село в город Мариинский Посад. 9 августа 2013 года на улице Набережная в г. Мариинский Посад в присутствии Главы Чувашии Михаила Игнатьева был открыт памятник императрице (скульптор Иван Зеленков)[43]
- Мариинск (Кемеровская область). Переименован в 1857 году (прежнее название — Кийское). В 2007 году здесь открыт[44] памятник Марии Александровне работы томского скульптора Леонтия Усова. Императрица сидит на скамейке и держит в руке голубя — традиционный символ мира и Святого Духа. При этом на скамейке специально оставлено место для желающих сфотографироваться с ней[45].
- Мариехамн (Маарианхамина) — главный город Аландских островов, автономной территории в составе Финляндии. Основан в 1861 году. 2 ноября 2011 г. здесь был торжественно открыт памятник императрице на круглом гранитном постаменте, работы скульптора Андрея Ковальчука. Императрица изображена во весь рост.

Другие объекты, названные в честь Марии Александровны:

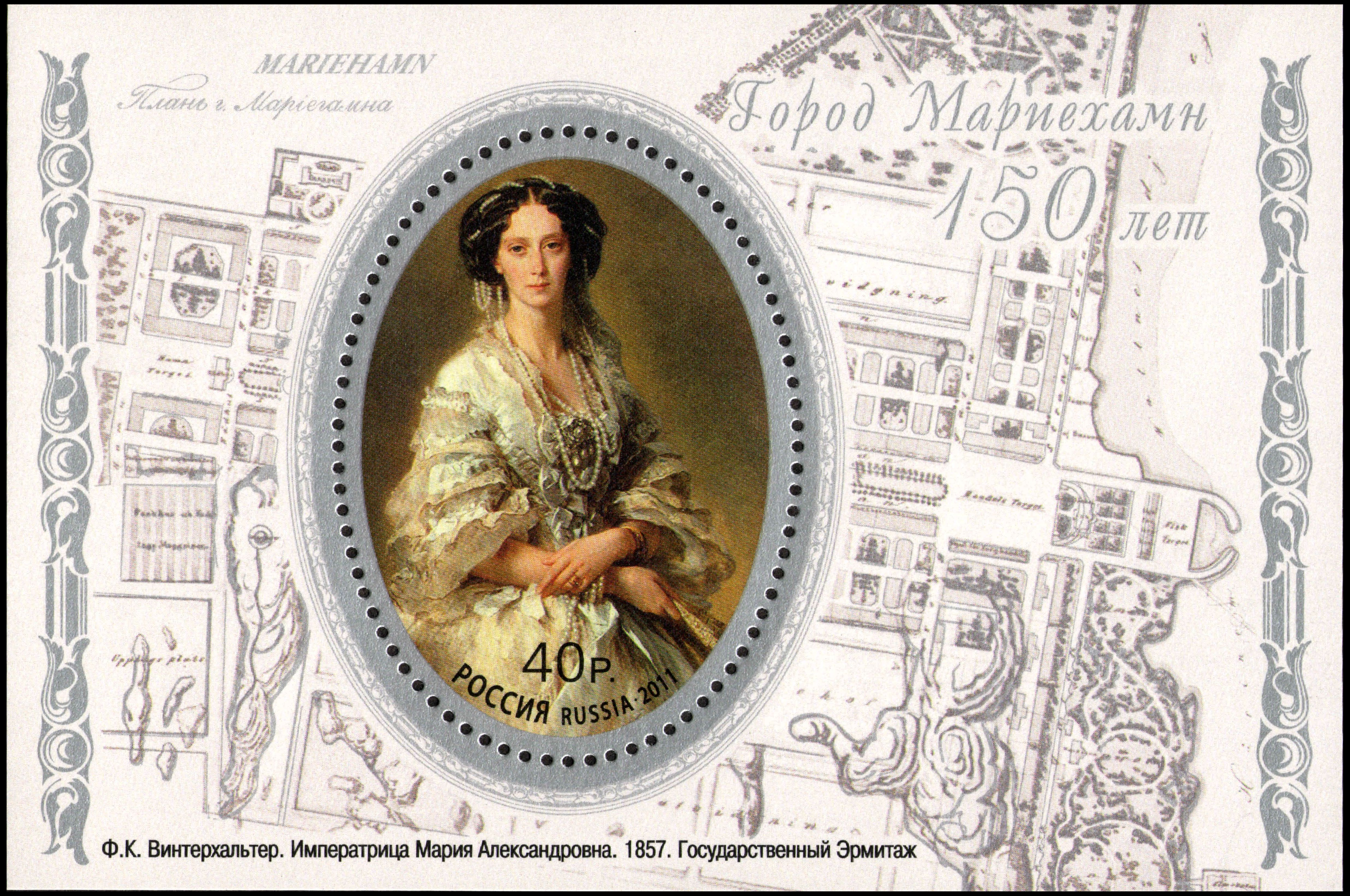
Почтовый блок России, 2011 год

- Мариинский театр (Санкт-Петербург)
- Мариинский дворец (Киев)
- Одесская Мариинская гимназия
- Мариинская улица в Риге (Marijas iela)
- Мариинское попечительство о слепых, 1881 г.
- Мариинский парк в Бельцах

Кроме того, в марте 2010 года в итальянском Сан-Ремо был открыт бронзовый бюст Императрицы (скульптор В. Э. Горевой), подаренный властями Санкт-Петербурга. Памятник установили на набережной, названной в честь неё «Бульваром Императрицы» (Сorso Imperatrice).
В 2024 году в Ильинское-Усово (Московская область) открыт памятник императрице.

### Киновоплощения
- 1993 — «Роман императора» — Наталия Власова
- 2003 — «Любовь императора» — Ирина Купченко
- 2003-2004 — «Бедная Настя» — Марина Александрова
- 2008 — «Одна ночь любви» — Татьяна Корсак
- 2010-2011 — «Институт благородных девиц» — Анна Исайкина

## Галерея

### Портреты

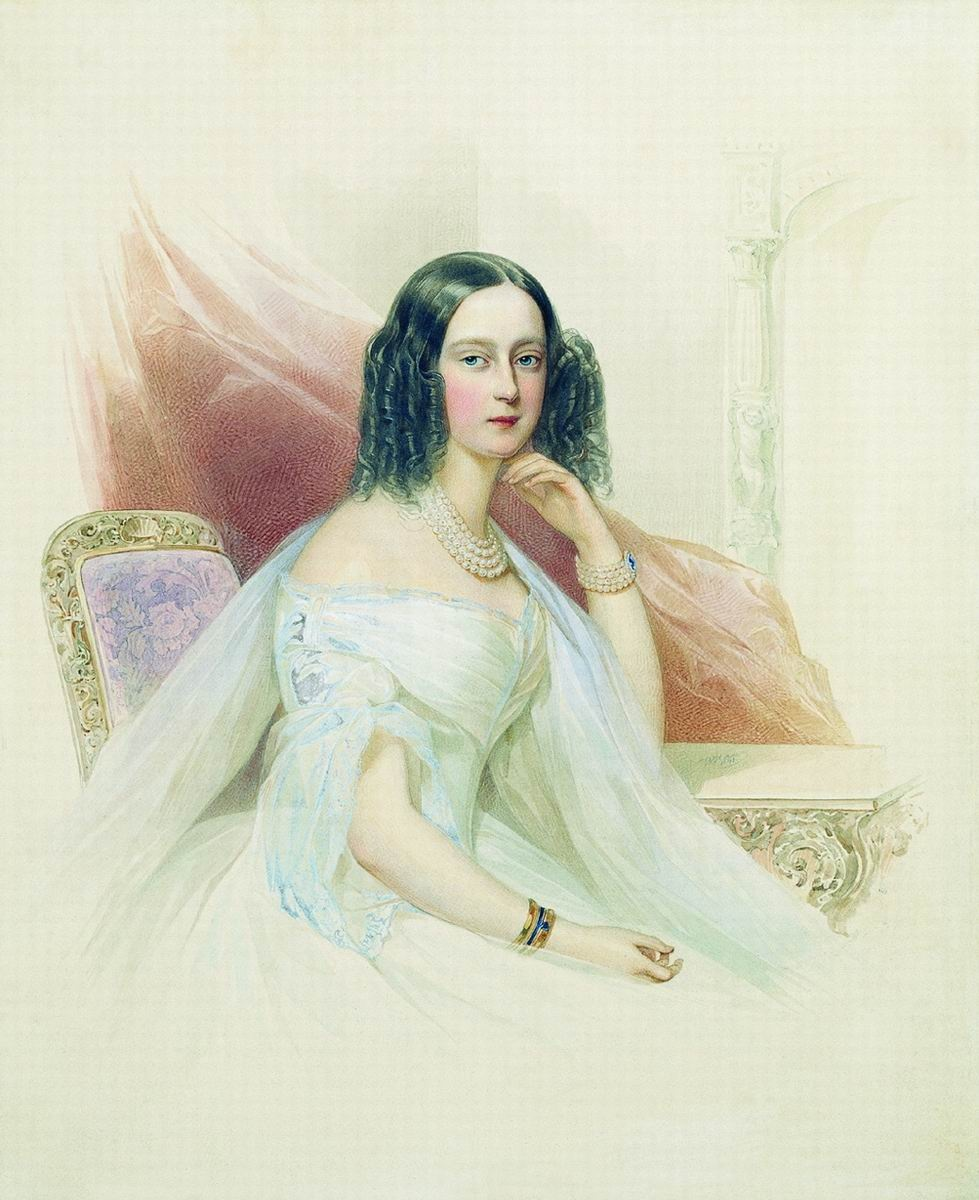
Гау В. И. Портрет цесаревны великой княгини Марии Александровны, 1841.
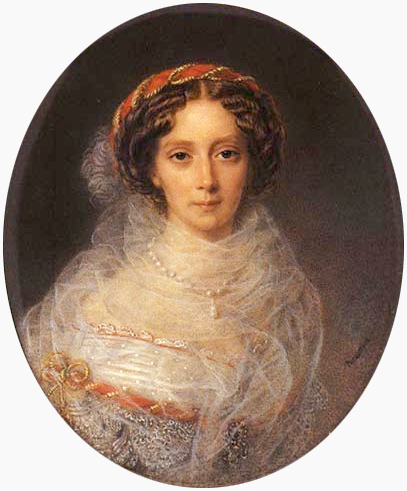
Рокштуль А. П. Портрет Марии Александровны, 1859
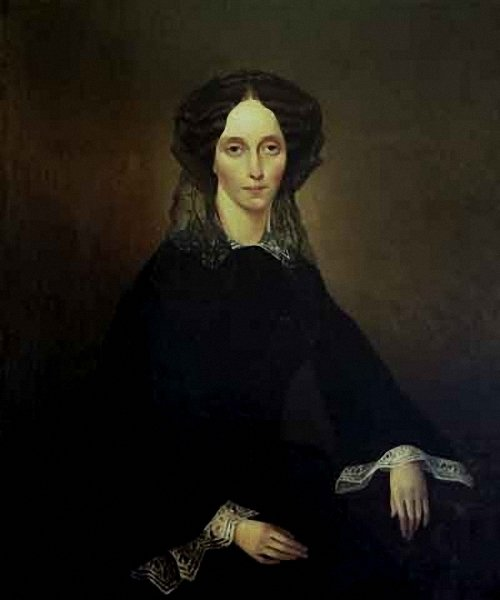
Портрет императрицы Марии Александровны в трауре, ок. 1865
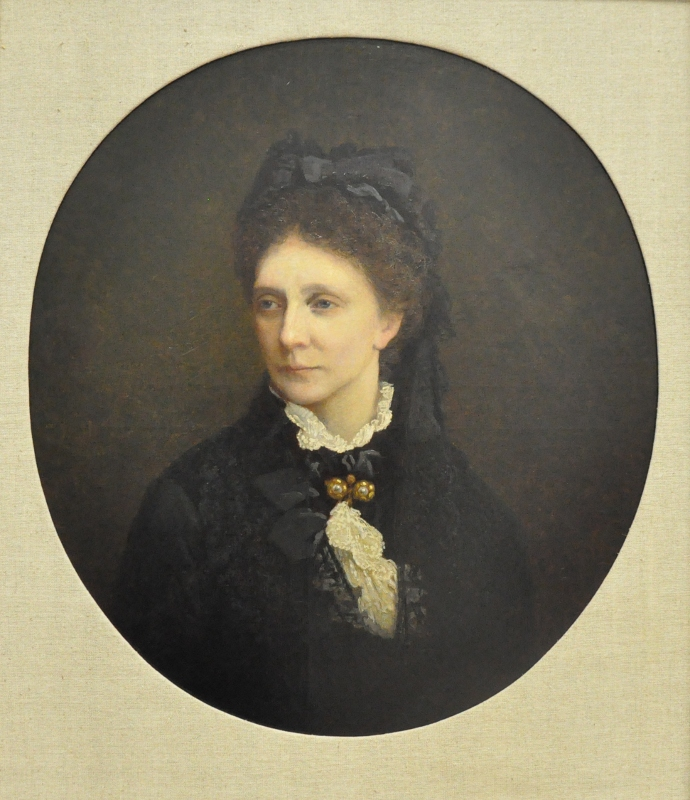
Кёлер И. П. Портрет императрицы Марии Александровны, 1881.

В фойе аттракциона The Twilight Zone Tower of Terror в парке Walt Disney Studios (Диснейленд Париж, Франция) есть репродукция картины Франца Винтерхальтера.

### Фотографии

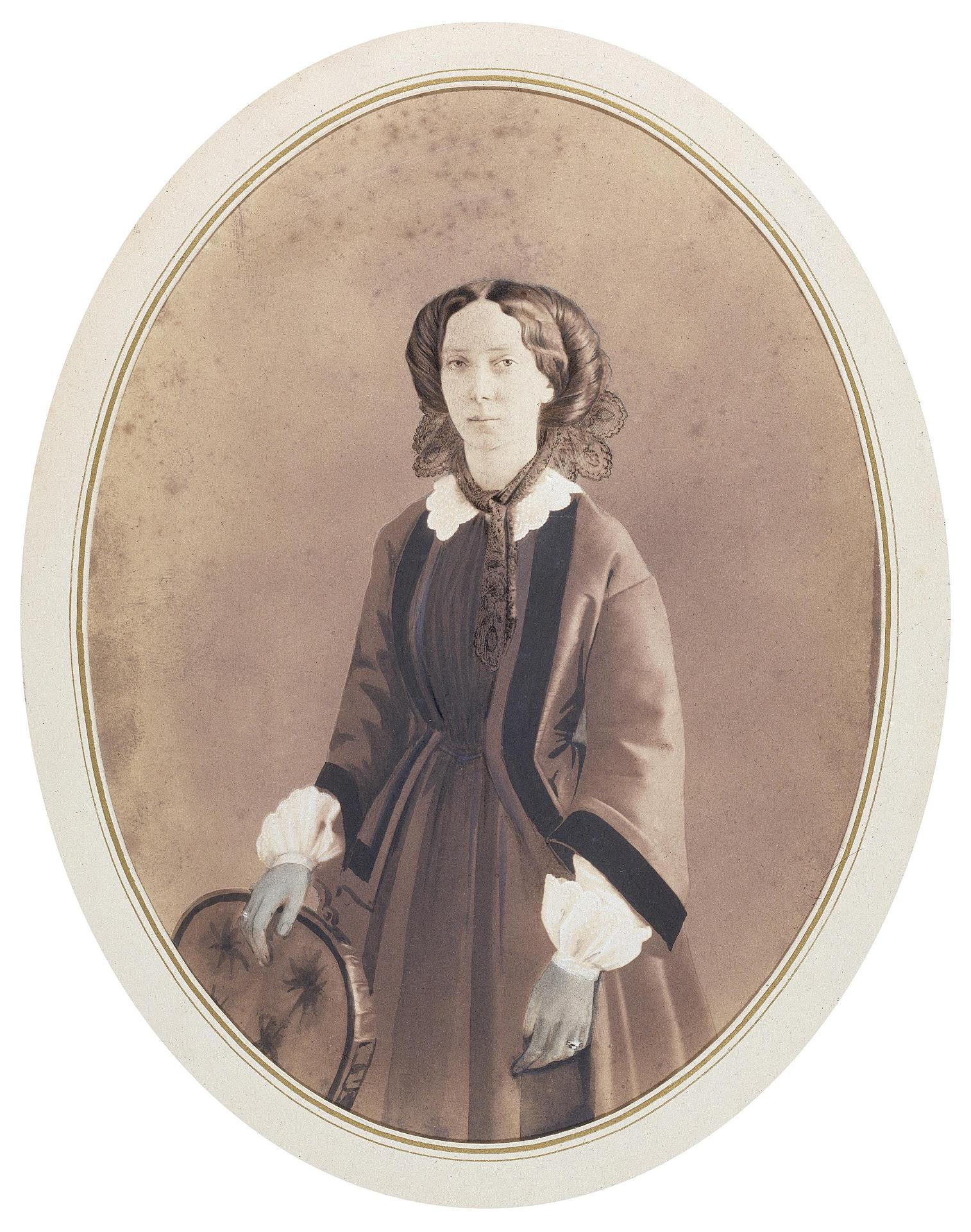
Мария Александровна (Конец 1850-х - начало 1860-х.)
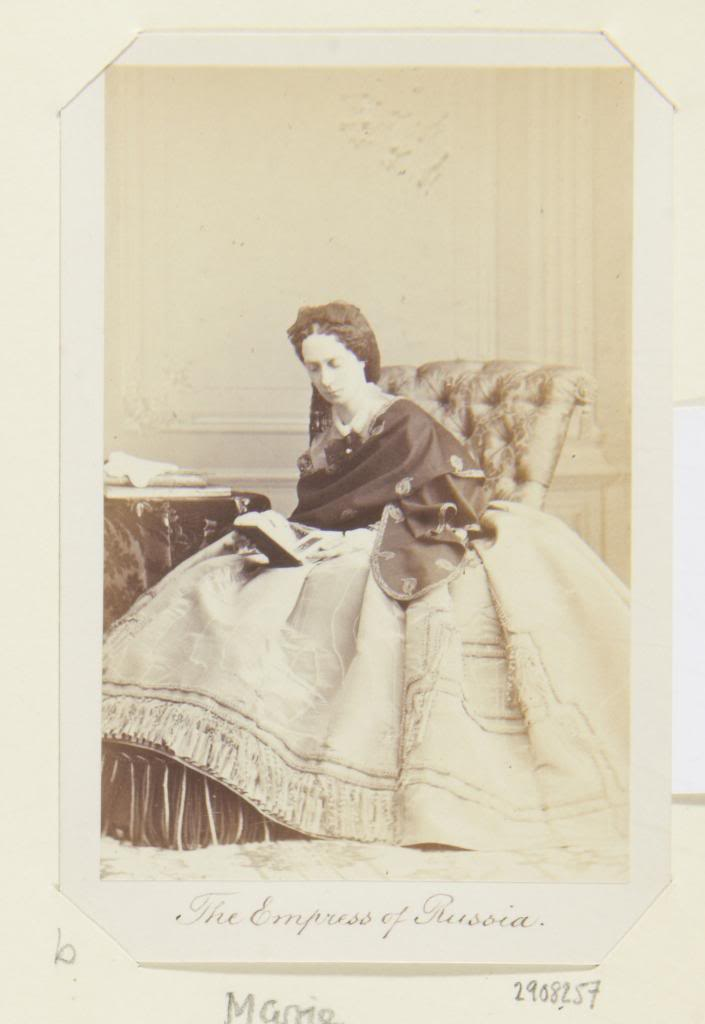
Мария Александровна (186?)
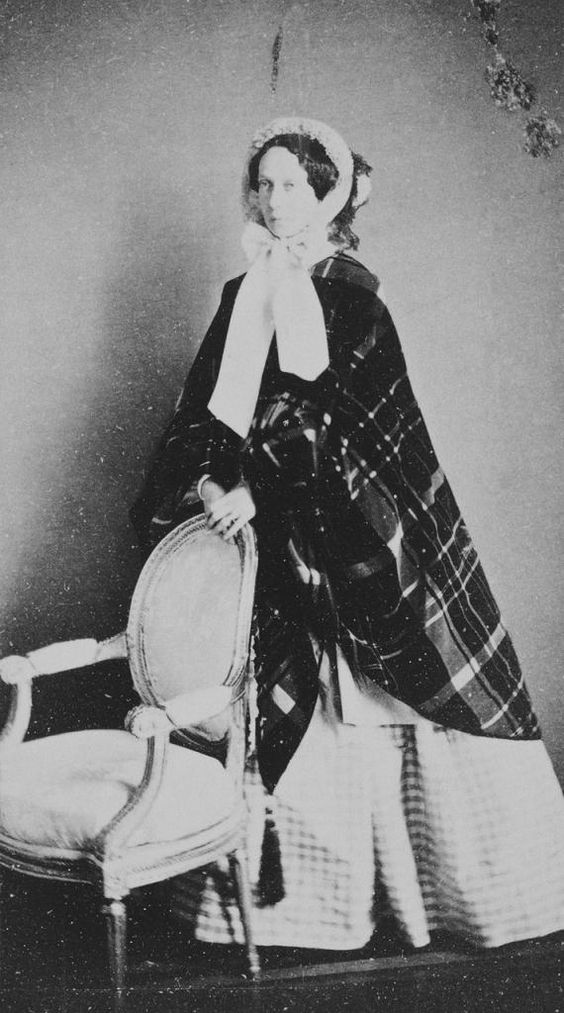
Мария Александровна
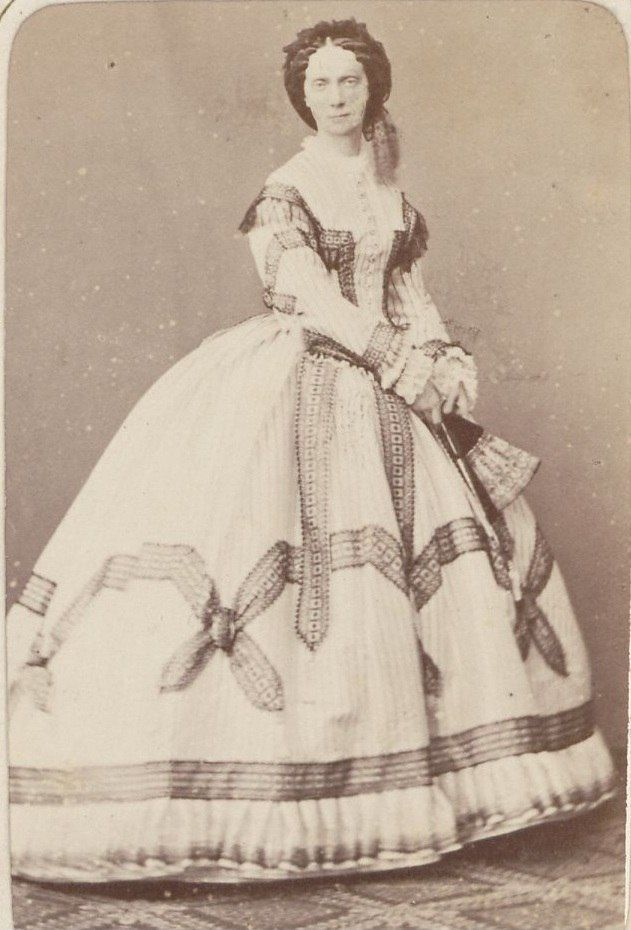
Мария Александровна (186?)
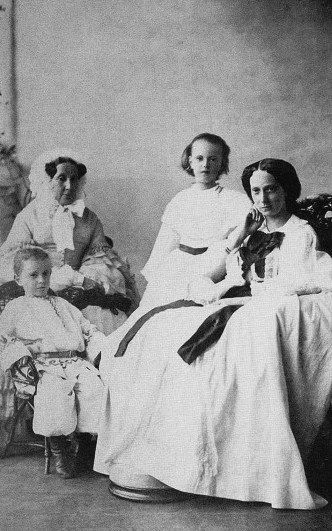
Мария Александровна c детьми
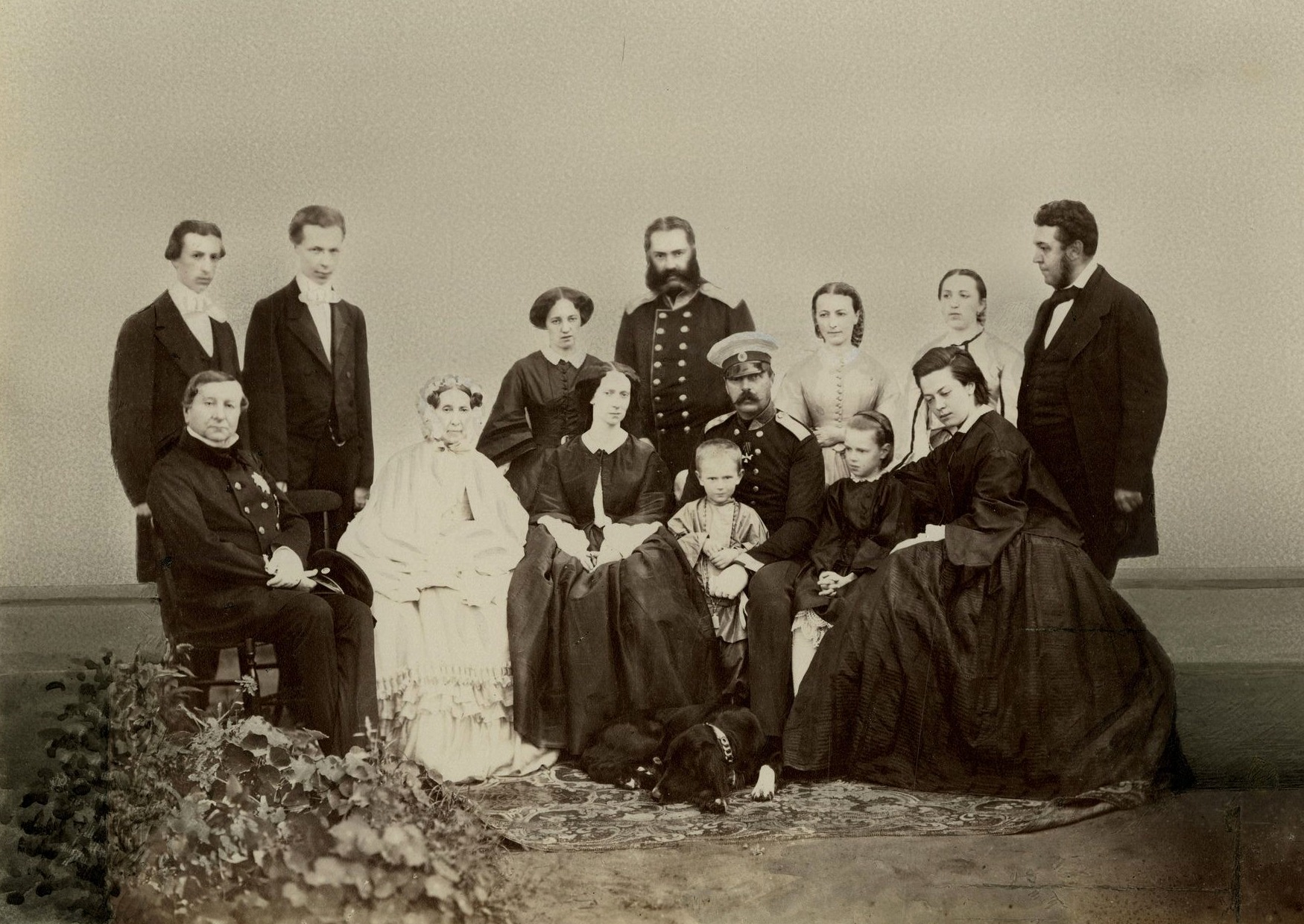
Император Александр II и императрица Мария Александровна с сыном Сергеем, дочкой Марией (1861)
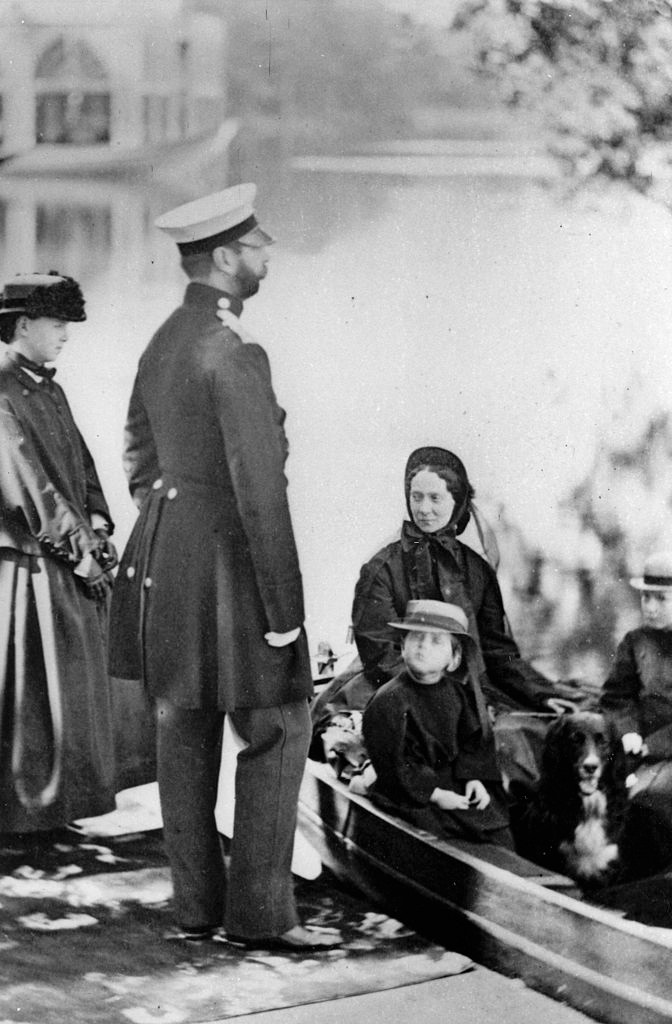
Император и Императрица с детьми, 1864
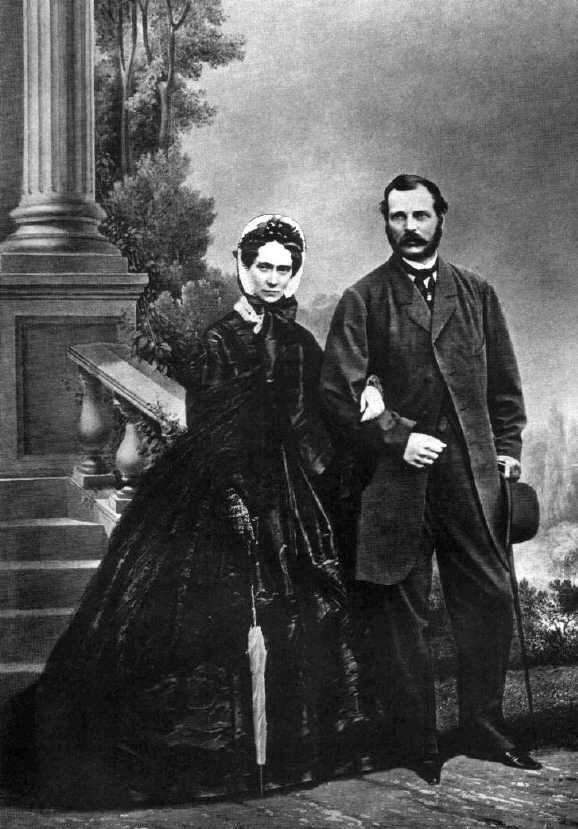
Мария Александровна и Александр II, 1866 (в день 25-летия брака)
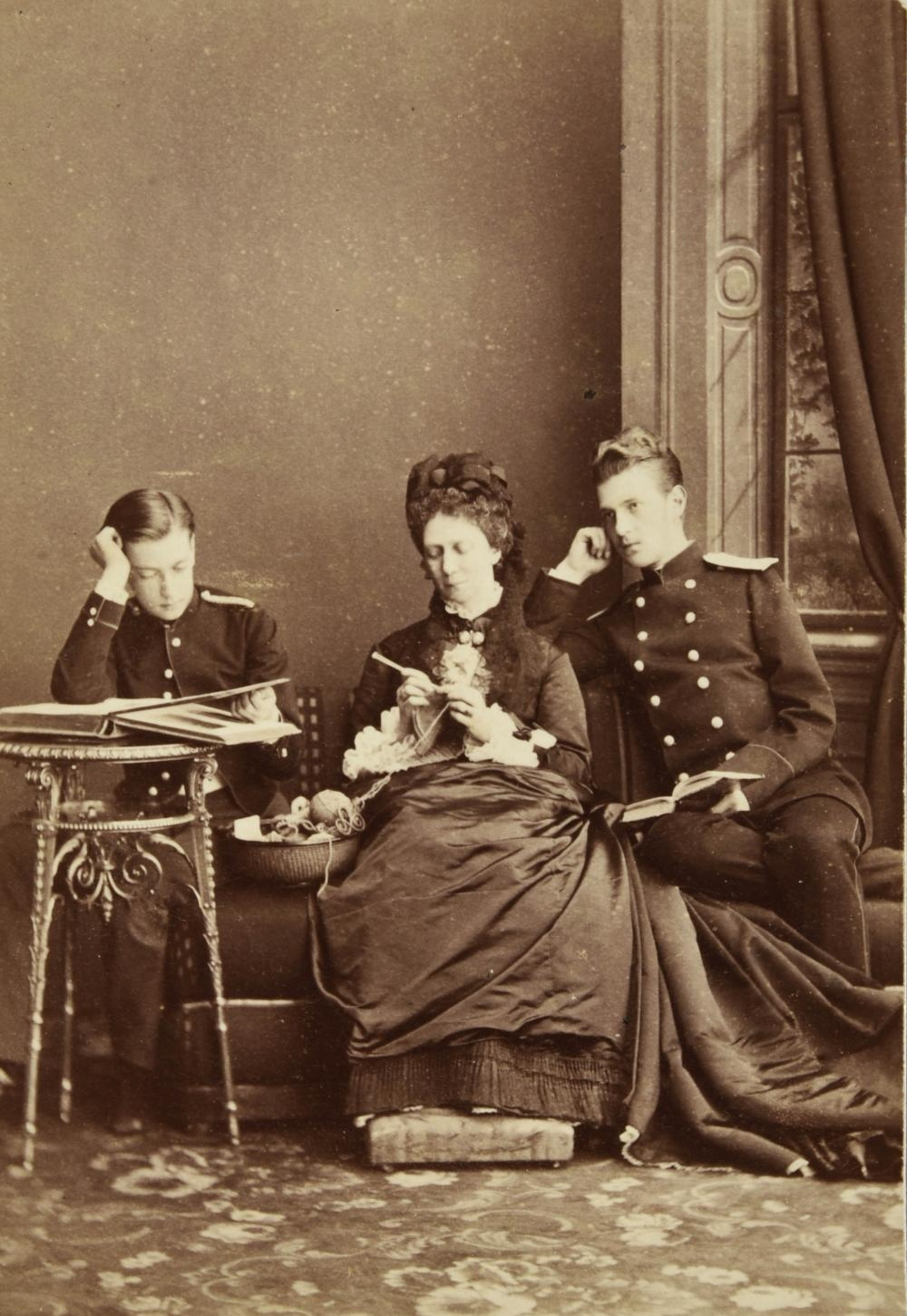
Мария Александровна с сыновьями (сер. 1870-х)
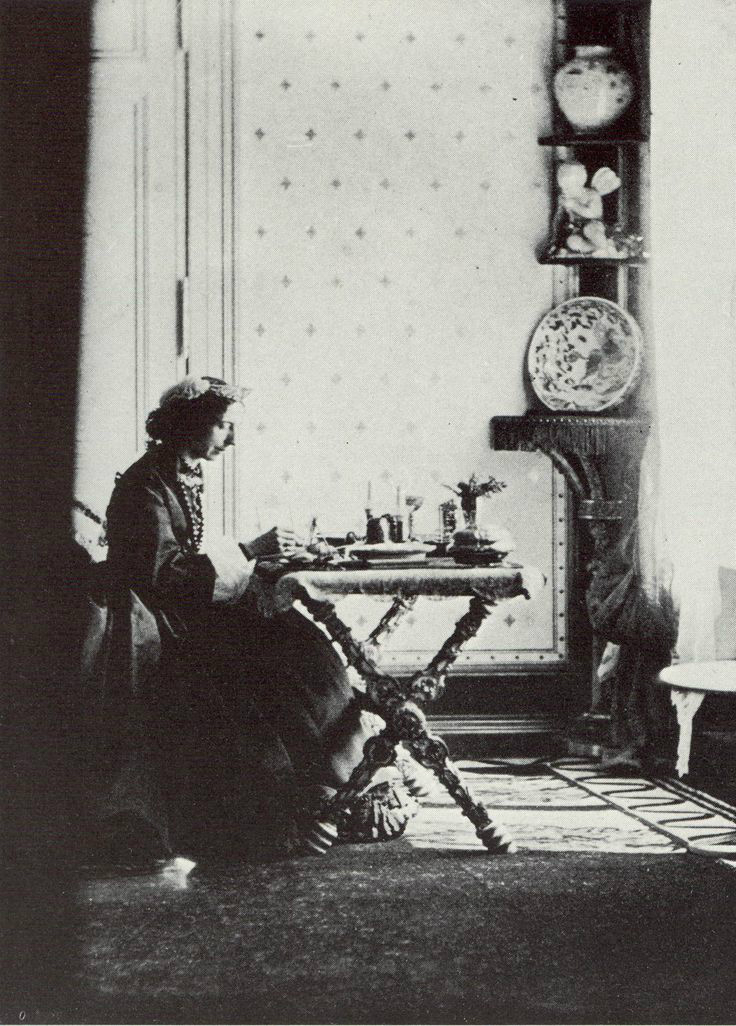
Мария Александровна за завтраком

### Покои императрицы в Зимнем дворце
Окончательно отделанные к свадьбе в 1841 году апартаменты получили название «Новая» половина наследника. Располагались в юго-западном ризалите Зимнего дворца и состояли из Уборной (зал № 168), Ванной (зал № 945), продолжавших линию комнат Александра Николаевича, Спальной (зал № 307), Будуара (зал № 306), Малинового кабинета (зал № 305), Золотой гостиной (зал № 304), Зелёной столовой (зал № 308) и парадного Белого зала (зал № 289). Покои были оформлены по проекту архитектора А. П. Брюллова, затем в начале 1850-х гг. в комнатах был произведён небольшой ремонт под руководством архитектора А. И. Штакеншнейдера. Главной лестницей апартаментов стала бывшая Парадная лестница покоев императрицы Марии Фёдоровны (ныне Октябрьская), и подъезд, выходящий на Дворцовую площадь — Собственный подъезд.
В убранстве помещений частично была утрачена мебель, тканевая обивка стен, но сохранился основной характер оформления, представляющий большую художественную ценность.

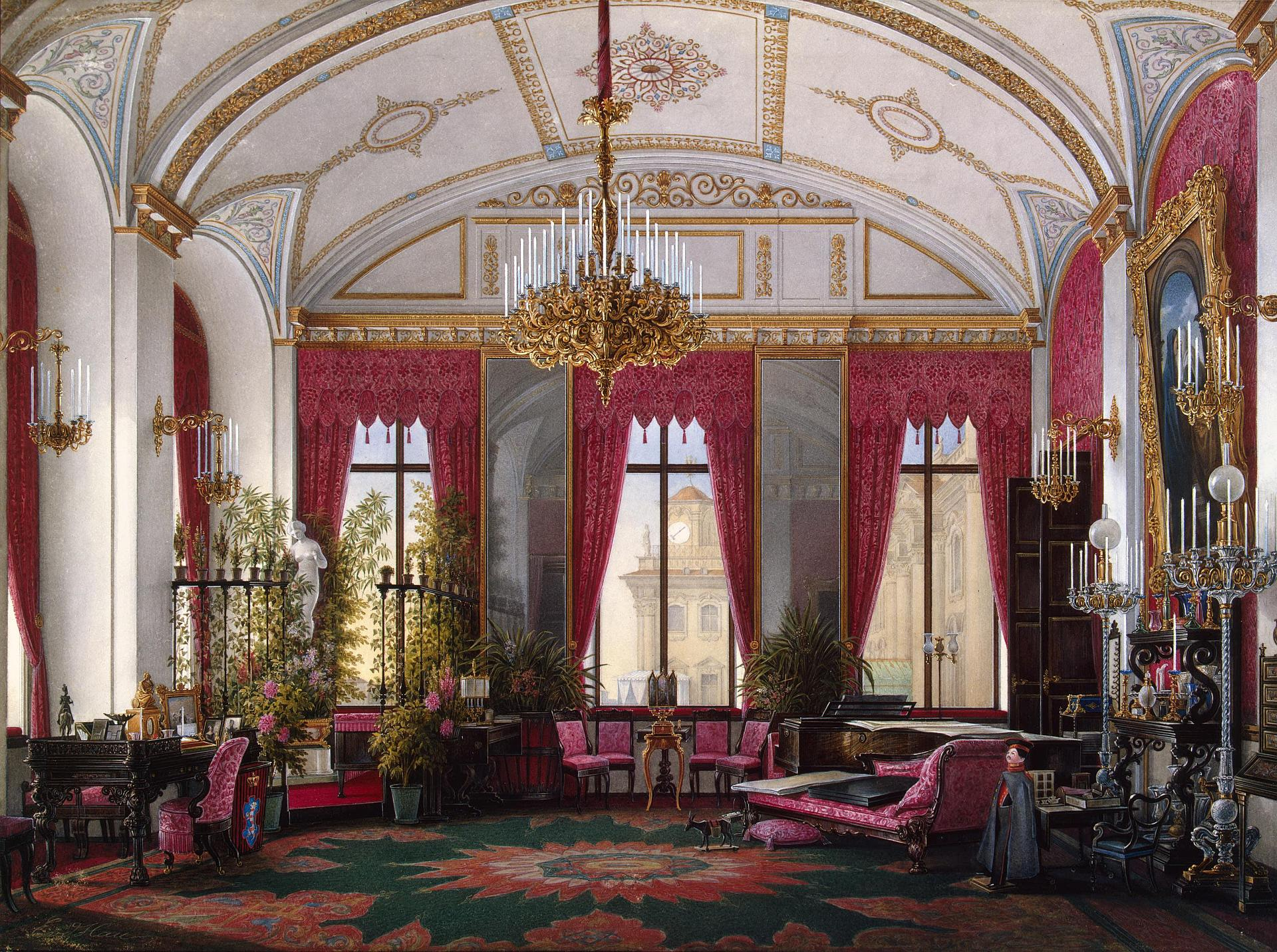
Э.П. Гау. Малиновый кабинет, 1860-е гг.
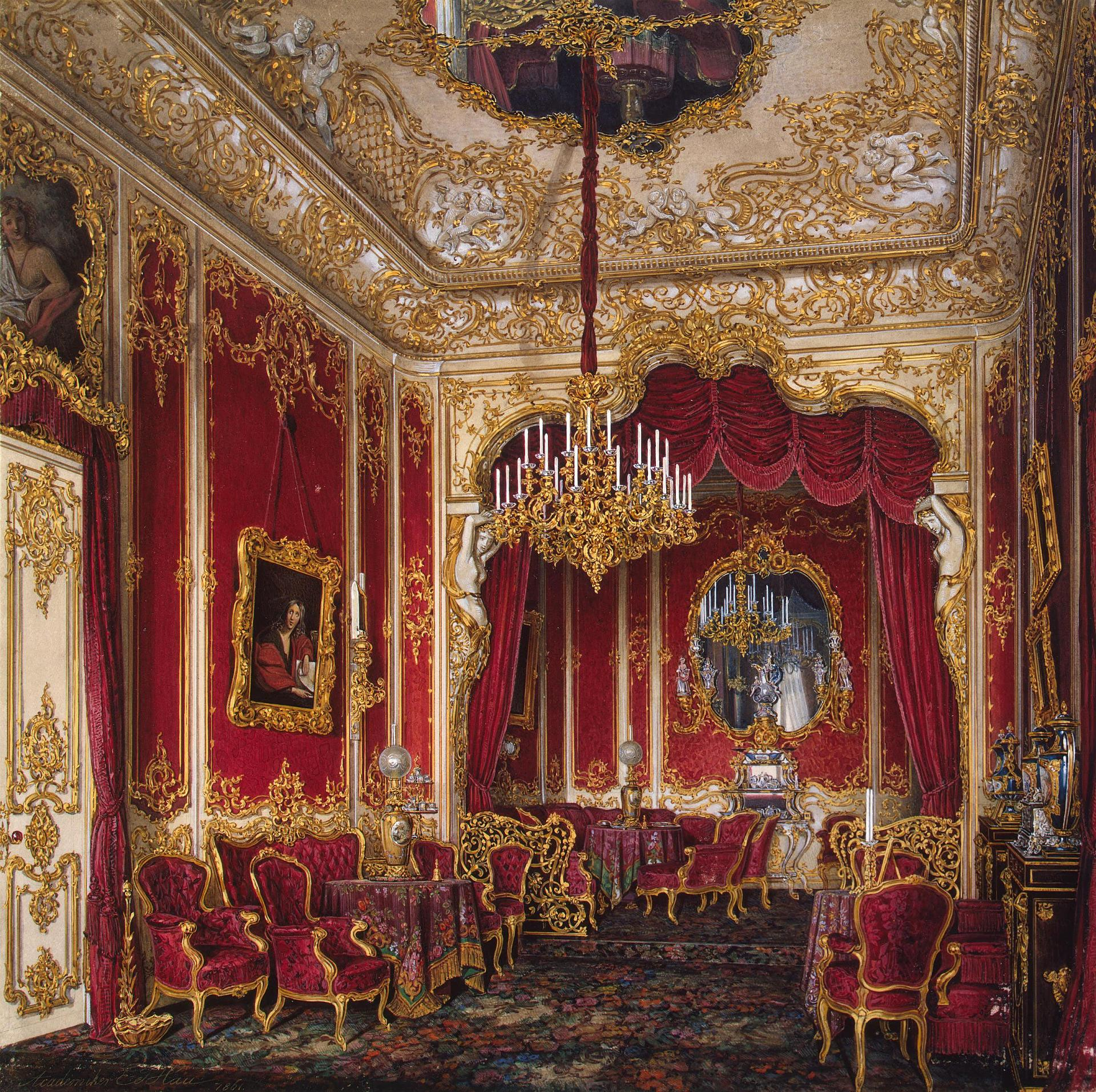
Э.П. Гау. Будуар, 1861г.
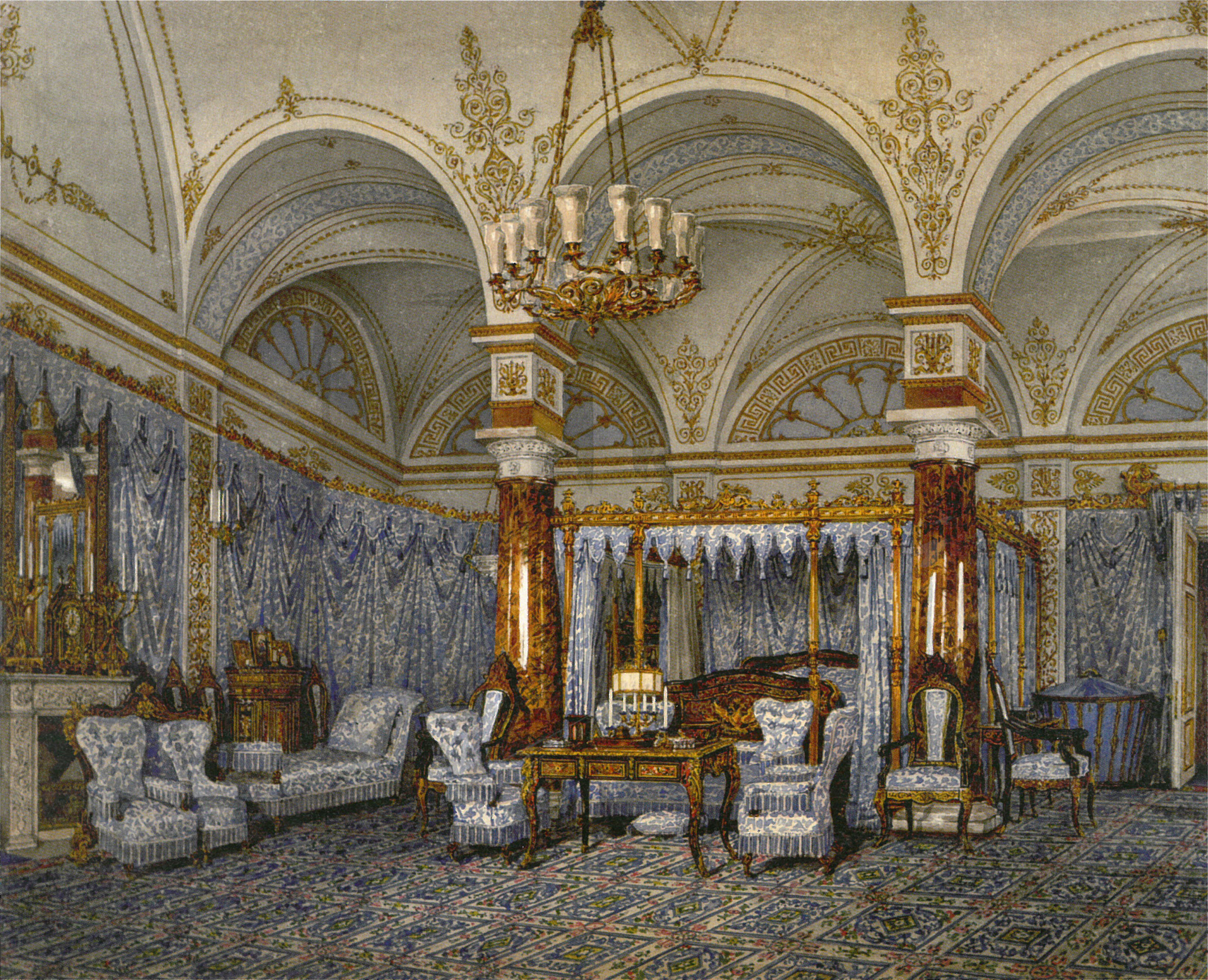
Л. Премацци. Спальная, 1841—1850 гг.
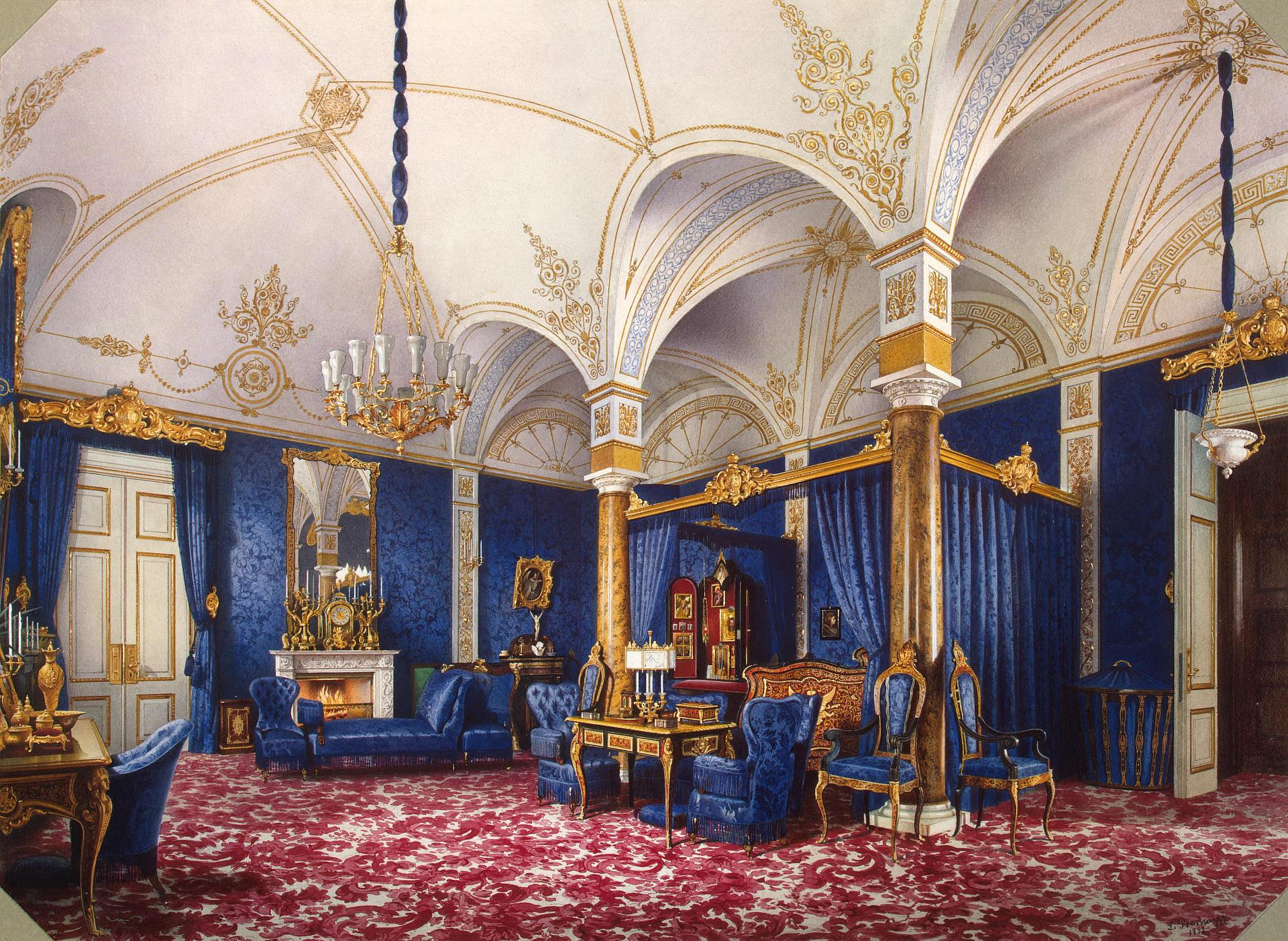
Л. Премацци. Спальная, 1859 г.
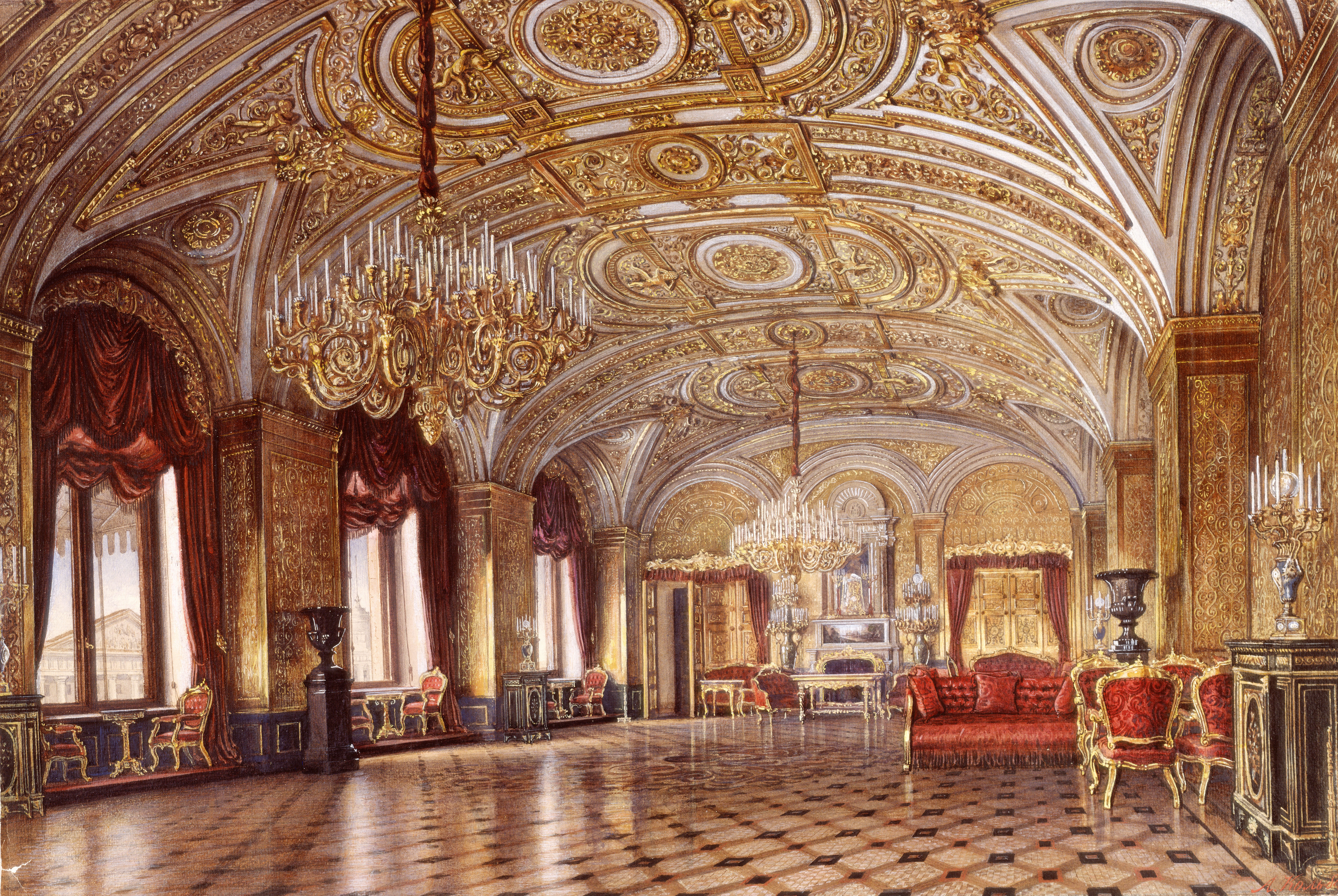
А.Х. Кольб. Золотая гостиная, 1860-е гг.

## Комментарии
1. ↑  Великого герцога Баденского, Елизаветы Алексеевны, королев Баварии, Швеции и герцогини Брауншвейгской.
2. ↑  Двое других младших детей умерли в младенчестве.
3. ↑  Ольга Николаевна не присутствовала при знакомстве Александра с будущей женой и описывала его с чужих слов, может быть рассказов самого брата.
4. ↑  Основы православия ей преподавал Иоанн Михайлович Певницкий[5].